# 成都武侯祠
座標: 北緯30度38分41秒 東経104度02分58秒 / 北緯30.644591度 東経104.049372度
| 成都武侯祠                          | 成都武侯祠                      |
| ----------------------------------- | ------------------------------- |
| 成都武侯祠                          |                                 |
| 基本情報                            |                                 |
| 位置                                | 四川省成都市武侯区大街231号     |
| 建立                                | 清朝・康熙11年（1672年）        |
| 入場料                              | 50元（※変動あり）               |
| 開放時間                            | 09:00 - 18:00（入場は17：00迄） |
| 地図                                |                                 |
| 成都武侯祠成都駅成都武侯祠 (成都市) |                                 |

成都武侯祠（せいとぶこうし）は、中華人民共和国四川省成都市武侯区にある、三国時代の蜀の丞相・諸葛亮と、その主君・劉備と功臣を一体に祀る、国内唯一の祠堂。
諸葛亮を祀った「武侯祠」と呼ばれる祠堂は中国各地にあるが、その中でも有名なもののひとつである。劉備の墓である「恵陵」とその側に建てられた劉備廟（漢昭烈廟）に、明代に「武侯祠」を組み込み、清代の再建時に現在の君臣合祀の形に整備された。
中国西南地域最大の平野に位置し、古くから戦略の要衝として栄えてきた成都の地に立つ。この地は劉備が蜀漢（季漢）を建国し、都を定めた場所でもある。
1984年「成都武侯祠博物館」成立、2006年「国家4A級観光地」認定、2008年国家一級博物館認定。

## 歴史と沿革

### 三国・成漢時代の廟

#### 惠陵と劉備の廟

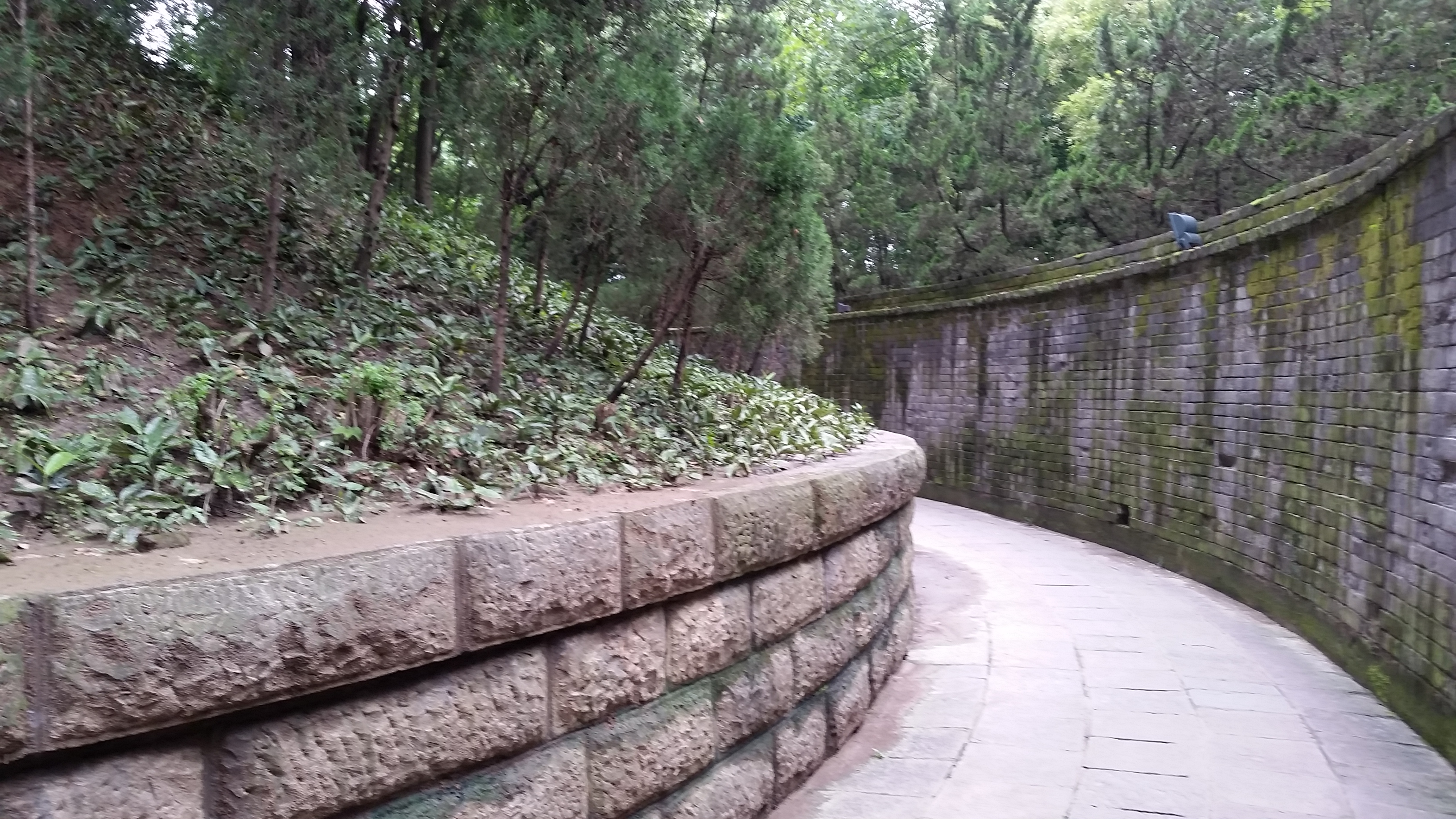
『恵陵』の封土

章武3年（223年）4月、蜀漢の初代皇帝・劉備は永安宮で病死し、同年8月、諸葛亮によって成都南郊の『恵陵』に葬られた。漢代の慣習に従い、恵陵の隣に劉備を祀る「先帝廟」、別名「恵陵廟」が建立されたと考えられる。
当初は小規模だったこの廟は、そののち、南朝斉の高帝・蕭道成が「益州に天子の鹵簿（儀仗：天子を守るための護衛兵、権威を示す旗、儀式用の道具のこと）が現れる夢を見た」ことを理由に拡張され、記念的な祠廟としての形を整えている。
北宋の慶暦年間（1041年～1048年）初めには、益州を治めた枢密直学士の蒋堂が銅壺閣を建てた際、木材不足のため恵陵の陵園にあった柏の木を伐採し、当時、昭烈（劉備の諡号）廟東の脇室で「附祭」として祀られていた劉備の子、第二代皇帝・劉禅の祠を「（劉禅は魏に降伏して）国を保つことができず、国を売って栄華を求めた」という理由から、「破壊した」とある。

#### ふたつの孔明廟

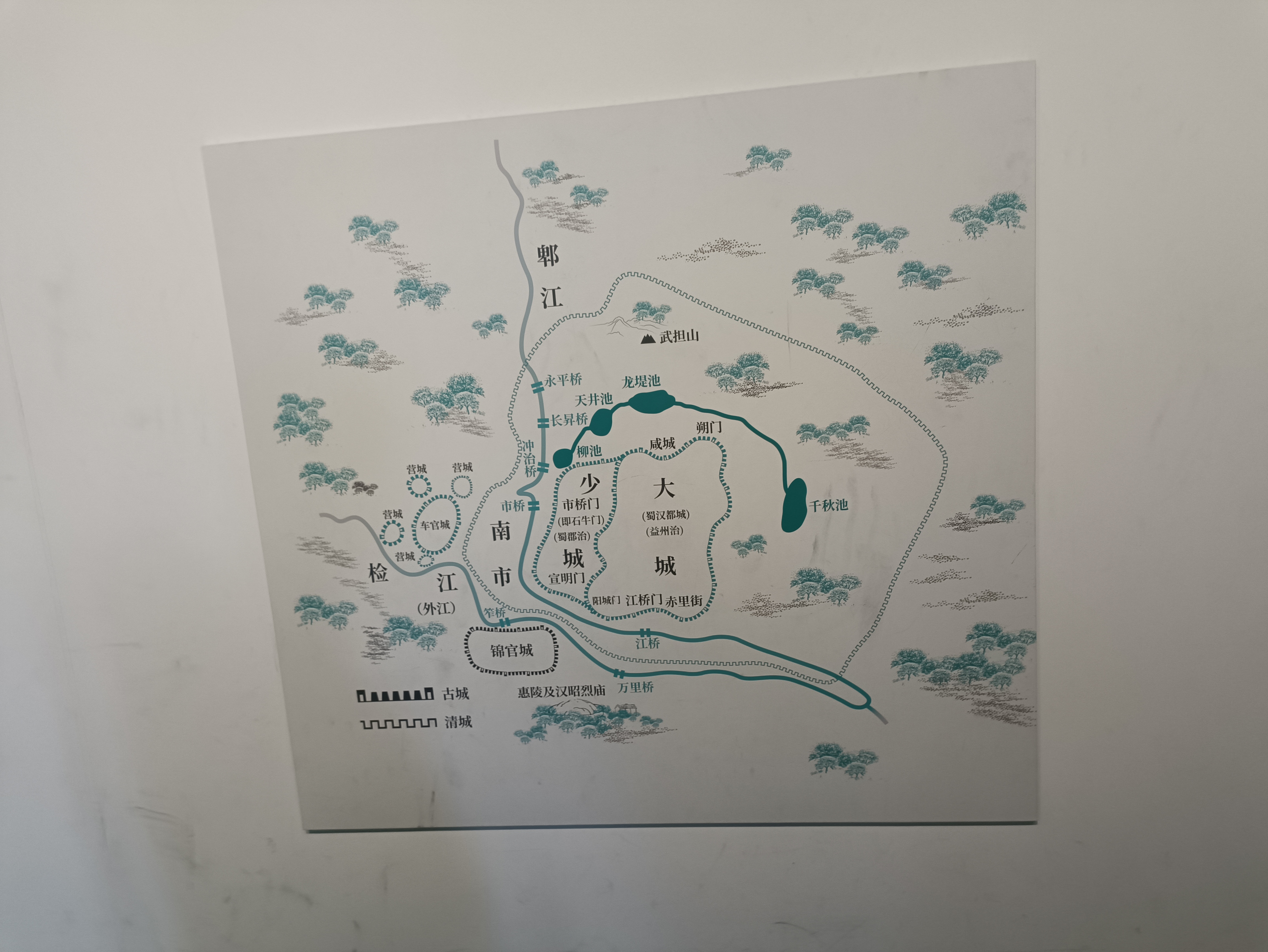
成都の古地図。
少城（画像中央）と恵陵（画像下部）の位置。

三国時代の建興12年（234年）、諸葛亮が亡くなると、29年後、劉禅は群臣の進言を受け、景耀6年（263年）春、沔陽（現在の陝西省勉県）に諸葛亮の廟の建立を命じた。これは、三国時代の劉備の陵廟と諸葛亮の廟がそれぞれ離れた場所で祀られていたことを示している。
諸葛亮の廟はこの沔陽の廟のほかに、もうひとつあったことが南宋の祝穆が著した『方輿勝覧』に記されている。以下は、該当部分。
これらの記述から、この『孔明廟』が建立されたのは、西晋末から東晋初めにかけての時期であり、この廟も、現在の恵陵そばに建つ武侯祠とは異なる場所に存在していたとみられる（画像の地図の少城、恵陵の位置を参照）。

### 唐代：武侯祠の興隆

#### 南北朝の武侯祠

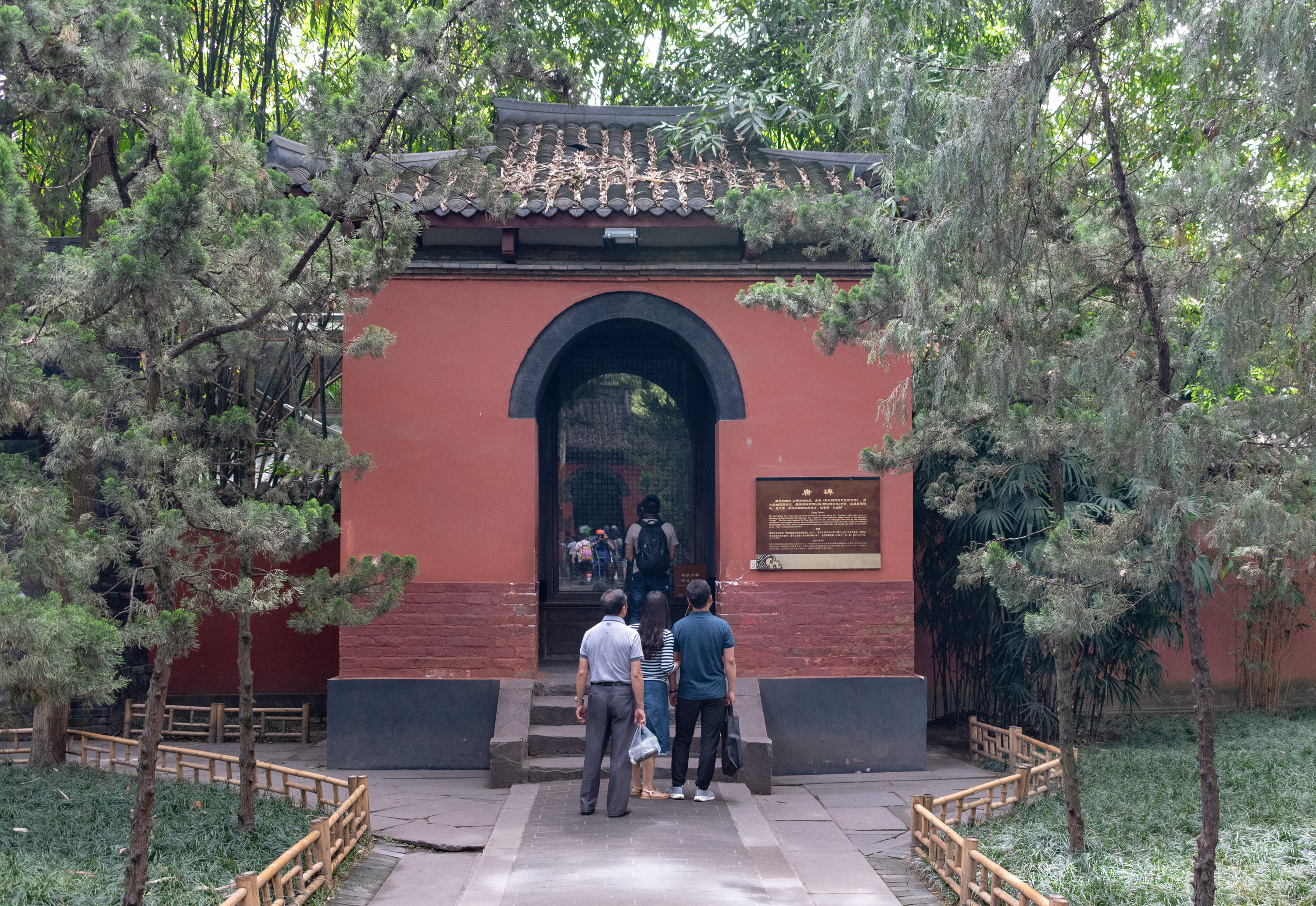
唐碑『三絶碑』

現在の『武侯祠』が劉備廟に付随して建てられたのは、約5世紀頃（420年～589年）の南北朝時代と推測される。武侯祠の「武侯」とは「忠武侯」と諡号された諸葛亮を指し、彼を祀る霊廟を意味する。

#### 一大名勝の地へ
唐代に入ると、武侯祠は南郊の一大名勝として文人墨客が集う場所となり、唐の詩人である杜甫や李商隠は、この地の武侯祠や劉備廟について詩を残しており、両者が隣接しながらも独立した存在だったことが示唆される。元和2年（807年）に剣南西川節度使の武元衡が諸葛亮を拝謁後に建立を命じた「蜀丞相諸葛武侯祠堂碑」、通称「三絶碑」が建てられる。この碑は裴度が撰文、柳公綽が書丹、魯健が刻み、諸葛亮の功績・裴度の文章・柳公綽の書法の三つが絶妙に調和していることから「三絶碑」と呼ばれ、現在も武侯祠に残り、当時の武侯祠の重要性を示している。
宋、元代を通じては、武侯祠の具体的な位置に大きな変化はないが、これらの時代も、諸葛亮を祀る場所として多くの人々に崇敬され、修復が繰り返されてきたことが記録に残されている。

### 明代：配置の大転換
大きな動きがあったのは明朝初期の頃である。蜀献王・朱椿は、劉備廟よりも武侯祠の香火が盛んなことに不快感を覚え、「武侯祠が恵陵と劉備廟に近すぎるのは礼制に合わない」、「君臣は一体であるべき」という理由を掲げ、武侯祠の廃止を命じた。その上で、「劉備殿」の東西に廊下を増築し、東の廊に諸葛亮を、西の廊に関羽・張飛を合祀した。これは劉備を主とする配置への回帰を意図したものだったが、皮肉にも「劉備が諸葛亮の廟に入った」という印象を与え、後世の認識に影響を与えた。

### 清代：大規模な再建

#### 文臣武将を祀る

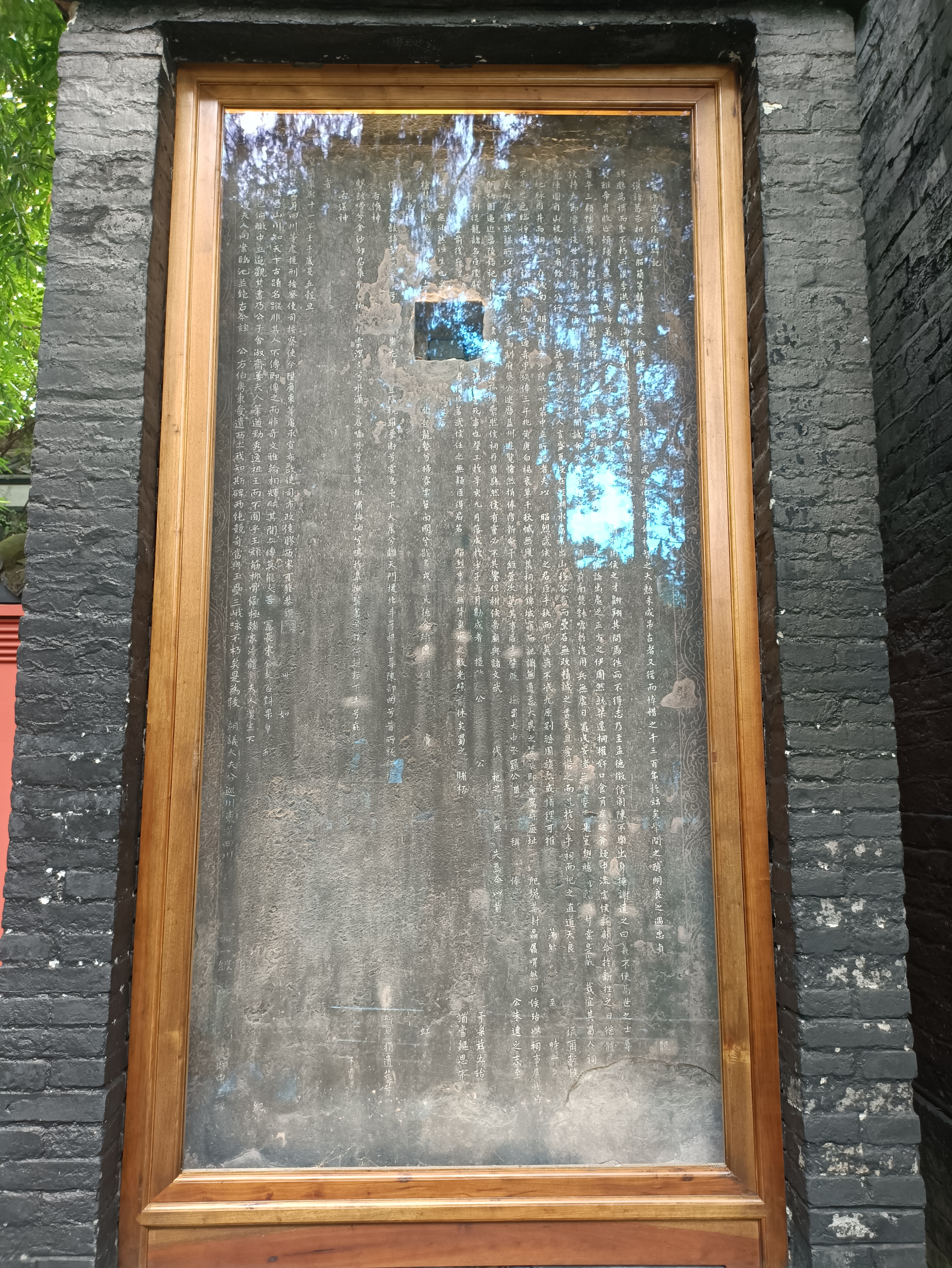
重修忠武侯祠碑記（康熙11年）

明末の度重なる戦乱で武侯祠は破壊されてしまうが、清の康熙10年から11年（1671年～1672年）に按察使の宋可法らの主導で再建される。この時、君臣の礼制を考慮し、「劉備殿」が前、「諸葛亮殿」が後に配置される「一祠二殿」という君臣合祀の形が確立され、「劉備殿」の両廊の「両廡」（りょうぶ：現在の文臣武将廊）には、蜀の功臣である文官・武官が祀られることになり、現在見られる規模となった。なお、宋可法は再建の碑文で「武侯祠」と称し、「劉備廟」という呼称を避けている。
康熙34年（1695年）、四川巡撫の于養志は、自身の「諸葛忠武侯祠堂碑記」に祠廟の桁や梁、柱が弱って支えきれなくなったもの、瓦や煉瓦、塀が崩れて支えを失ったものを、「諸大夫とともに先頭に立ち、すべて取り換えて新しくした」と修繕記録を残している。この碑も武侯祠に現存する。
乾隆21年（1756年）には、四川布政使の周琬が劉備廟と武侯祠の経緯を考証し、劉備廟の名を復活させようと「漢昭烈廟」の扁額を掲げたが、しかし、民衆は依然として「武侯」と呼び続け、その試みは実らなかったという。乾隆53年（1788年）、四川総督の李世傑が、華陽知県の程煜と成都県丞の黄銑に修繕を命じる。現存する黄銑の碑には、「工事は同年2月18日に始まり、同年5月13日に完成、廟の姿は雄大になり、陵墓も堅固になった」と記される。
清代最後の修繕は道光15年（1835年）、四川総督の鄂山主宰のもと行われた。同年5月2日に工事を開始し、8月26日に終了するまで、約3ヶ月強の期間を要している。

#### 塑像の配置換え

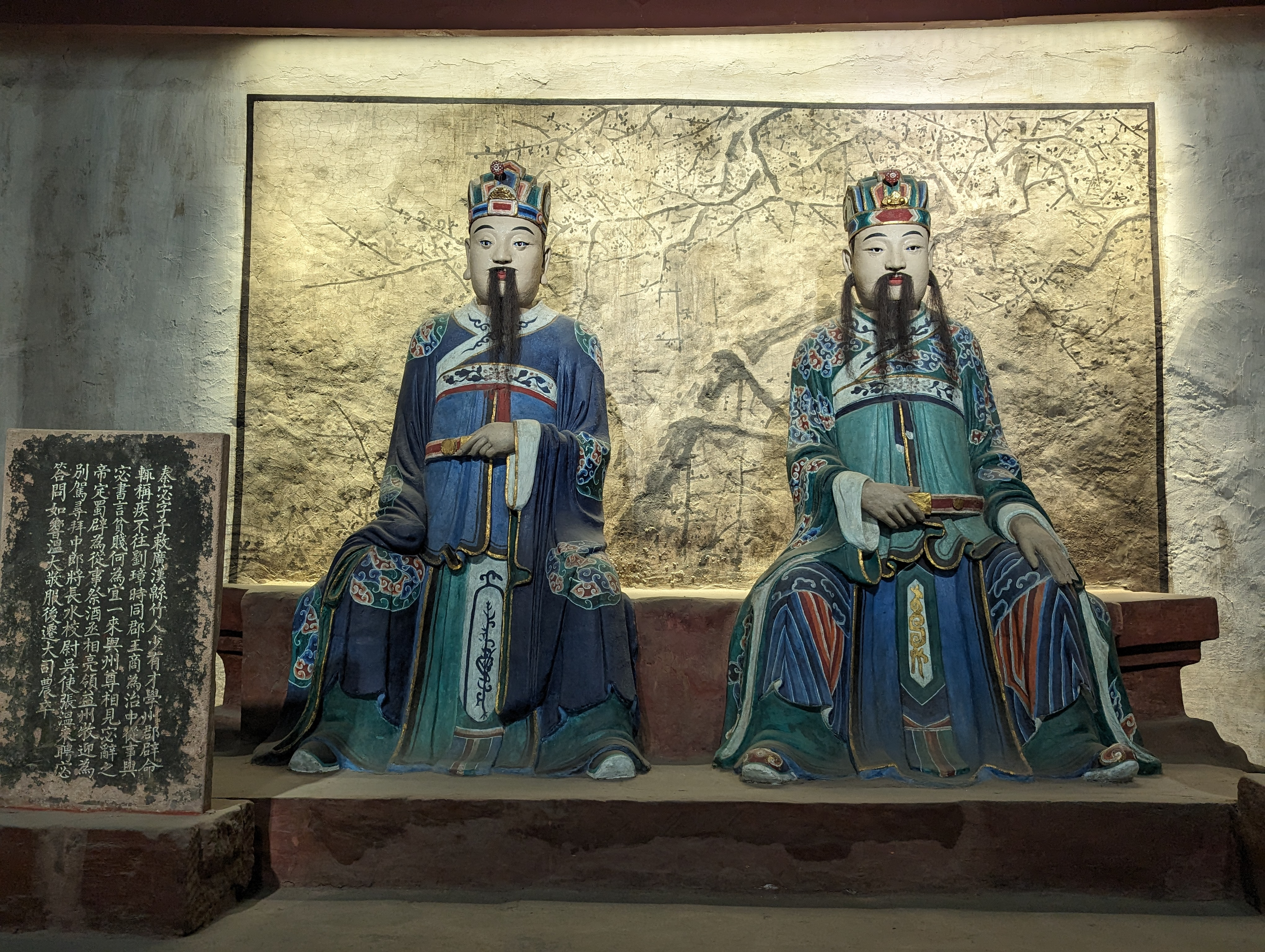
文臣廊の塑像（秦宓）と石碑

道光年間のいずれかの頃（1821年～1849年以前）、塑像の配置が見直され、「両廡」に置かれていた龐統と張飛は「劉備殿」へ、関興・張遵が父・張苞に代わり「丞相祠」（諸葛亮殿）に昇格、史実に基づかない李彪・張虎の像は撤去、呂乂らの像が追加された。
清代で最も重要な見直しは、道光29年（1849年）、清代の四川で最も著名な学者の一人である劉沅主宰のもと行われた。
劉沅自身の定めた「純臣」の基準に基づき、「両廡」に置かれていた法正・許靖・劉巴の像を撤去、さらに、劉沅は文官・武官それぞれの像の前に、人物の事績を簡潔に説明する石碑を追加した。これら碑文は、陳寿の『三国志』の記述を基に要約されたものが刻まれており、現在も塑像と共に展示されている（→現在の塑像の配置や変遷の詳細は、次節｢#三国歴史遺跡区｣の④文臣武将廊を参照）。

#### 民国時代の修繕

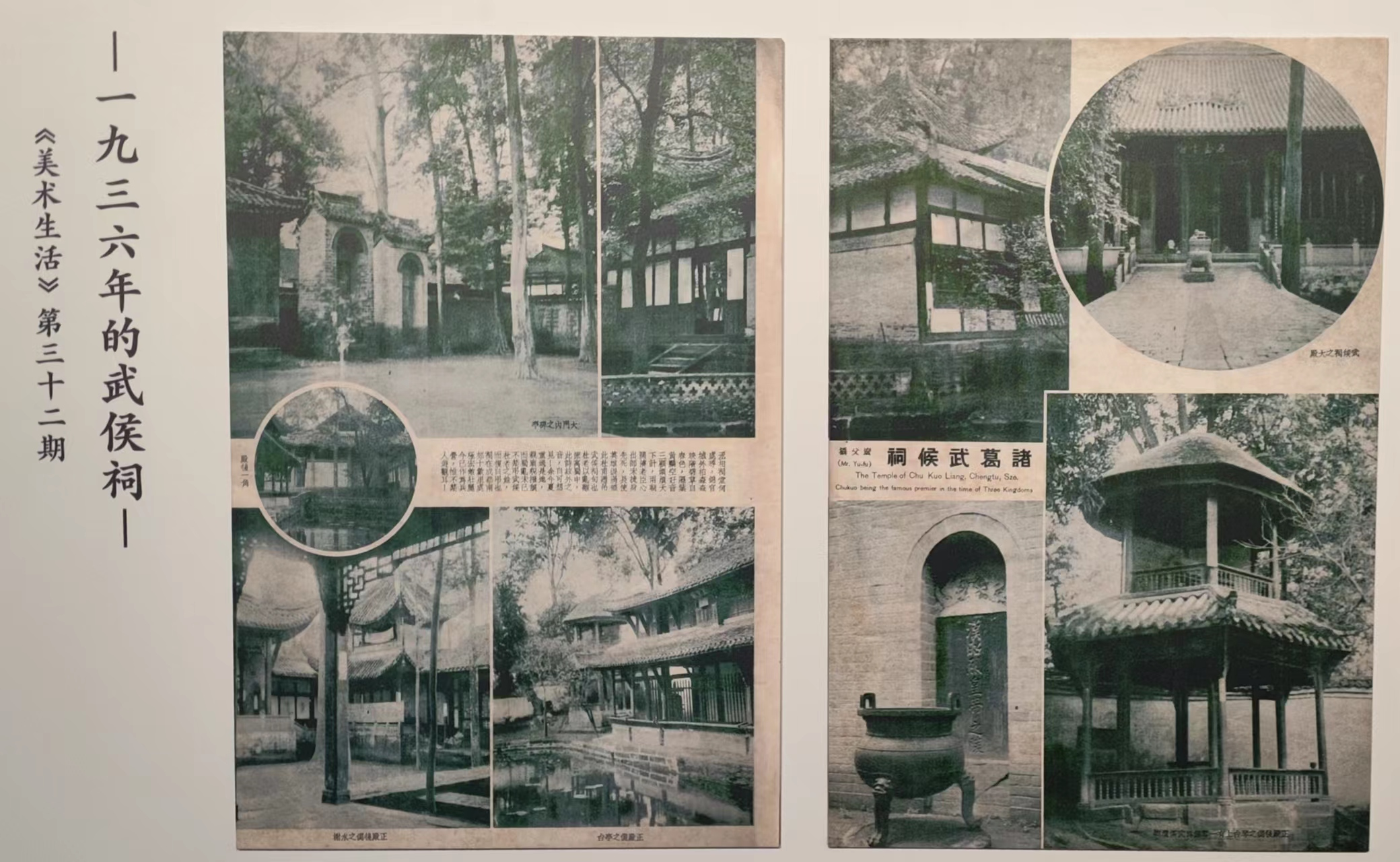
1936年の武侯祠
（『美术生活』No.32掲載）

民国11年（1922年）、川軍臨時総司令官であった劉成勲が、成都の長老たちの勧めを受け、資金を募って祠廟の修繕を行った。具体的な修繕状況は、現在も祠内に残る尹昌齢の「重修諸葛忠武侯祠記」碑に記されている。劉成勲は劉備の末裔であると自称し、修繕完了後、劉沅が付け替えた大廟の正門の扁額「漢昭烈帝廟」に、「献　漢昭烈帝廟　四十八代裔孫　劉成勲」と自身の題跋を追加している。

### 中国：危急存亡の秋

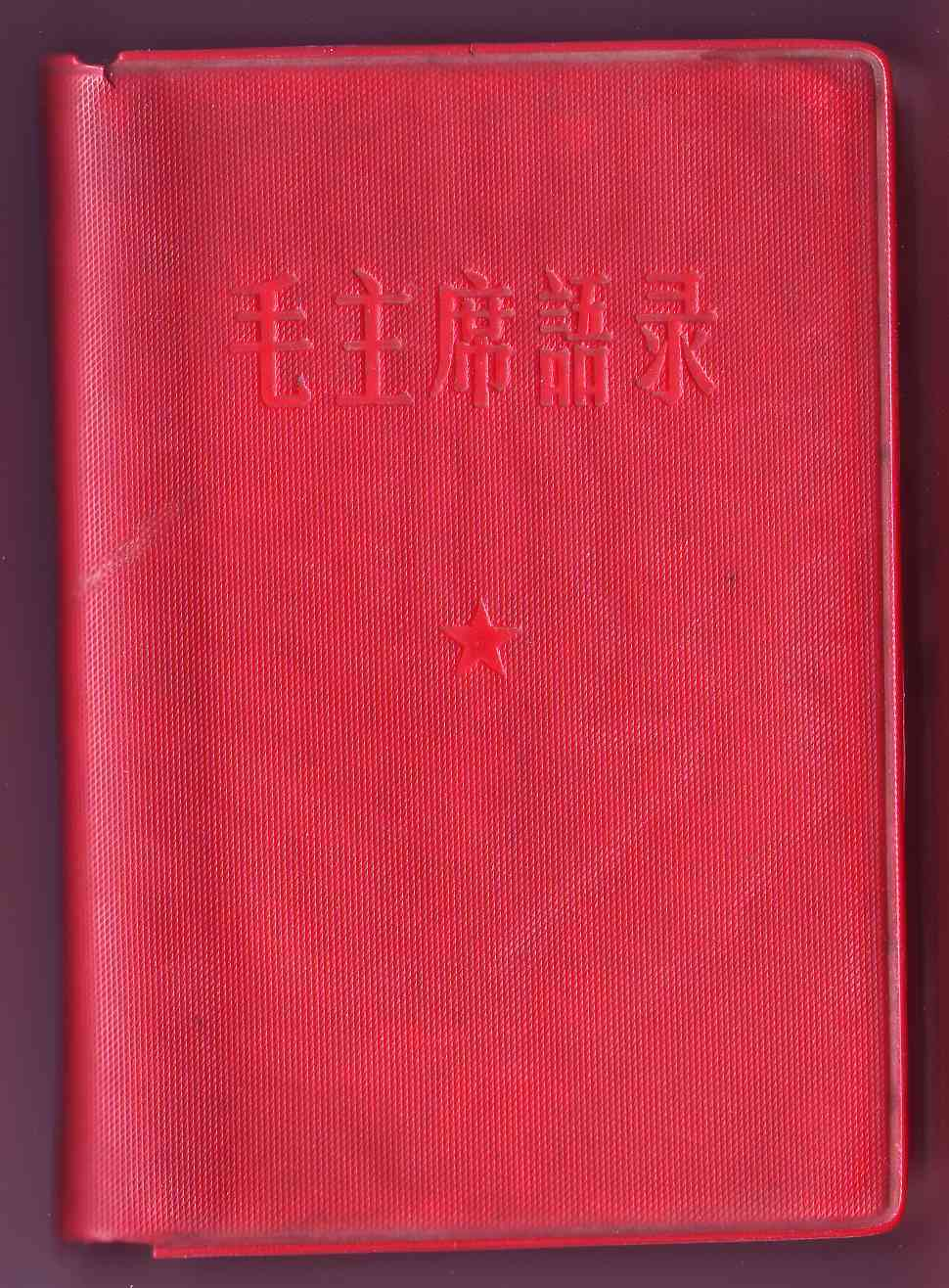
毛語録手帳

中華人民共和国が成立した1949年以降、武侯祠は一般公開され観光名所となり、1961年「成都武侯祠博物院」に認定、中華人民共和国全国重点文物保護単位に指定される。

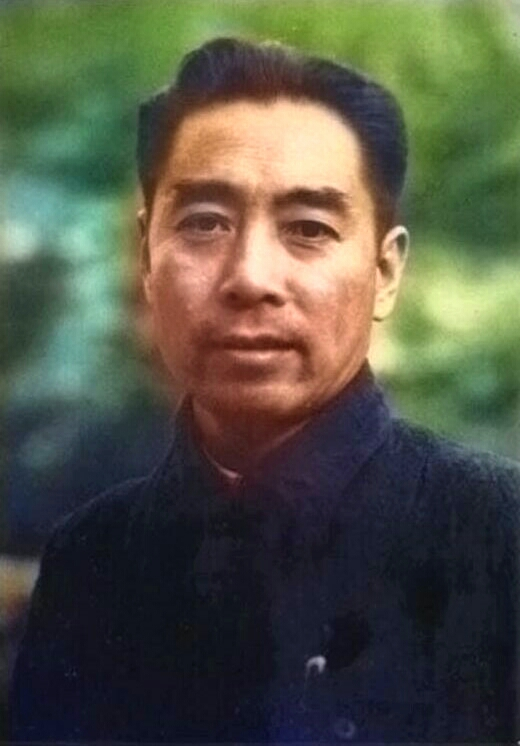
周恩来

しかし、1966年に文化大革命が起こると閉鎖を余儀なくされる。紅衛兵たちは「破四旧」（はしきゅう：旧思想・旧文化・旧風俗・旧習慣を破壊せよ）のため武侯祠へ突入したが、周恩来が「誰であれ武侯祠を破壊しようとするものは、その首を取る」と、武侯祠を保護するよう厳命を出し、内部職員はすべての扁額や対聯を毛沢東語録や文化大革命のスローガンで覆い、「文臣武将廊」には毛語録を刻んだ碑を建て往来を阻むなど、様々な措置を講じて保護に努め、結果、大規模な破壊を免れることができた。
文革中の1971年、英国籍の華人女性作家・社会活動家の韓素音（ハン・スーイン）が成都を訪れ、武侯祠を見学しようとしたが、まだ閉鎖されており、一部の塑像には髭や指の欠損が見られ、祠内は荒廃した状態だった。そこで、職員はこの機会を利用し、集中的に環境整備を行い、特別に民間の職人を招いて塑像の破損箇所を修復した。こののち、武侯祠は徐々に一般公開されていく。

### 現代：博物館の成立

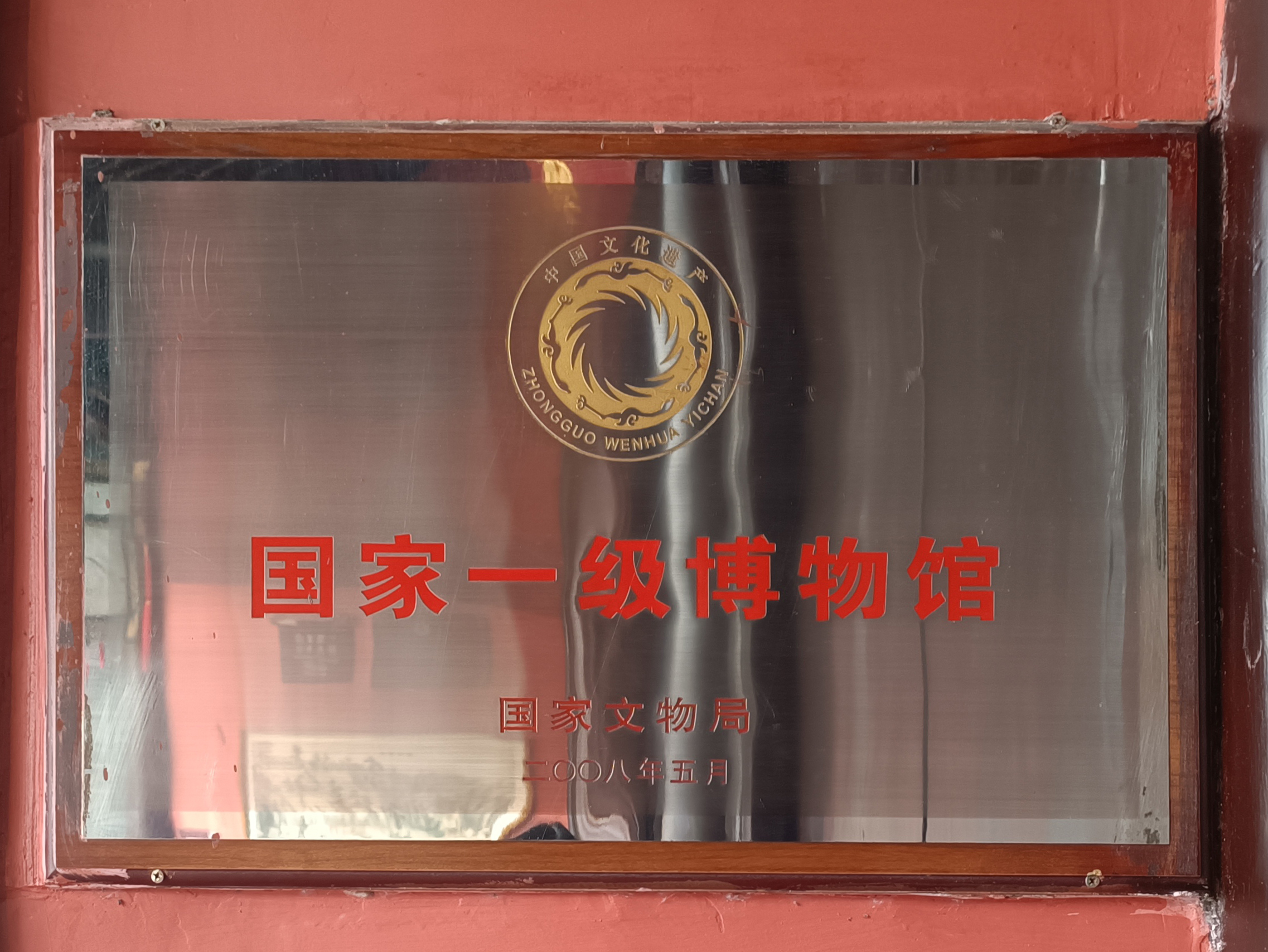
一級博物館認定扁額

1984年「成都武侯祠博物館」成立、その他沿革は以下の通り。
- 1997年：「三義廟」を武侯祠に移転（→次節｢#三国歴史遺跡区｣）。
- 2003年：成都南郊公園（現在の西区：三国志文化体験区）を合併。
- 2004年：武侯祠東側に「錦里」正式開放（→次節｢#錦里民俗区｣）。
- 2005年：以降、旧正月に廟会[注 7]「武侯祠成都大廟会」開催。
- 2008年：国家一級博物館認定。
- 2009年：錦里二期地区の開放。

また、武侯祠が三国文化の研究・学術の中心となることを目指し、以下の活動を行う。
- 2016年：国家文物局から「全国三国文化研究センター」設立認可を受ける。
- 2017年：「全国三国文化遺存保護利用連盟預備会（準備会）」を成都で開催。

その他の出来事として、2022年に「諸葛亮殿」の壁の中から清代の碑刻8通が発見されている。

## 主な特色

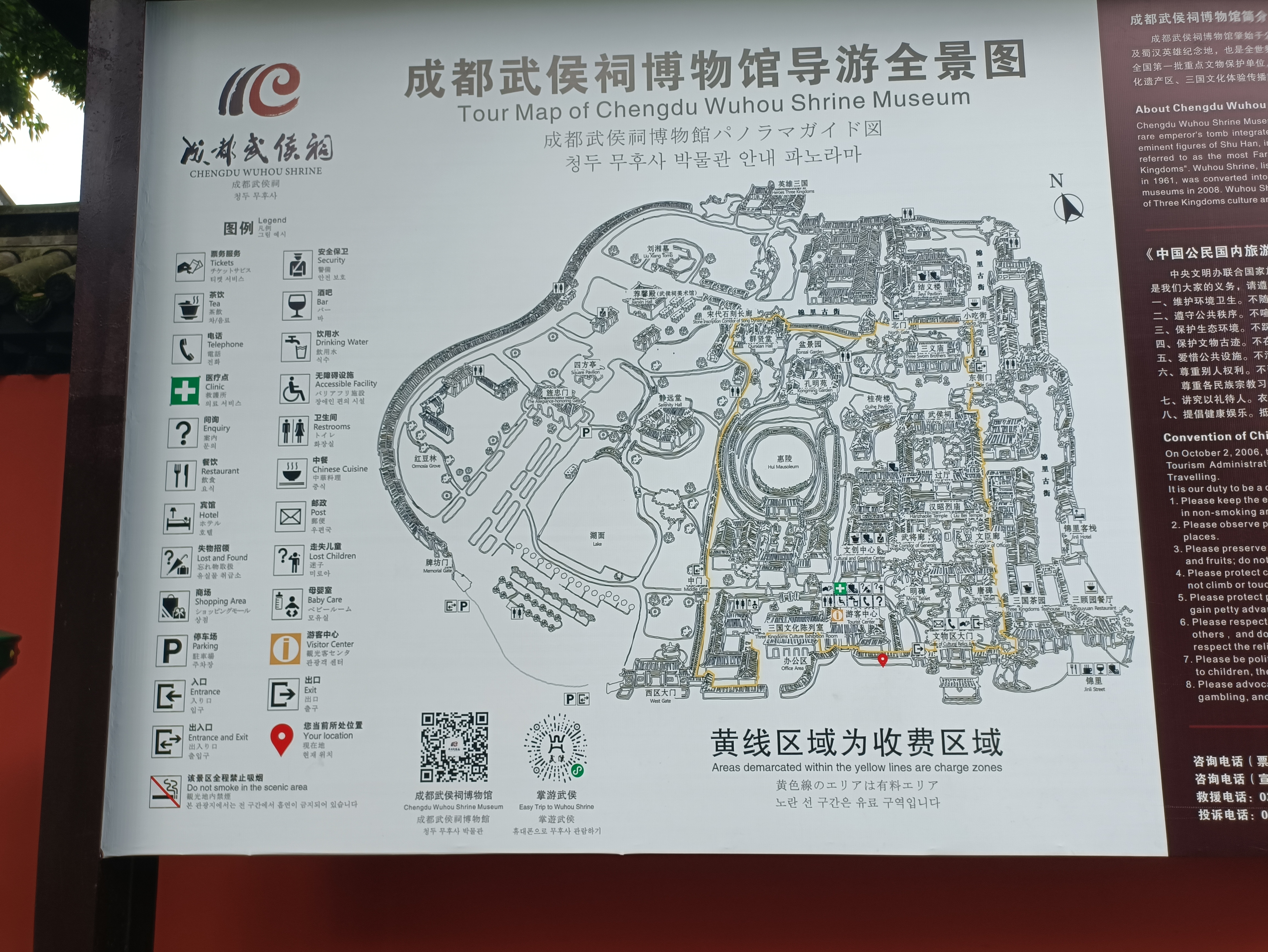
武侯祠博物館パノラマ全景図

敷地面積は約15万平方メートル。劉備、諸葛亮と蜀漢の英雄を称え、君主と臣下を一体で祀る、中国国内で唯一の寺院である。
武侯祠は主に恵陵、漢昭烈廟、諸葛亮殿、三義廟の「三国歴史遺跡区」と、川軍（四川軍）の有力指導者・劉湘の陵園が主体の「西区」（三国志文化体験区）、四川西部の民俗・風俗を反映した「錦里民俗区」の三大要素から成る。
「劉備殿」東西の廊に並ぶ、文官・武官合わせて28人の塑像は、清代の民間芸術家の手によるもので、成都武侯祠博物館の『武侯祠大観』によると、「塑像の外見は後代の伝承や小説・戯曲由来である」と記されているように、これらは『三国志演義』を基にした、清代の戯曲の演者の姿を基に塑像されている。

### 三国歴史遺跡区

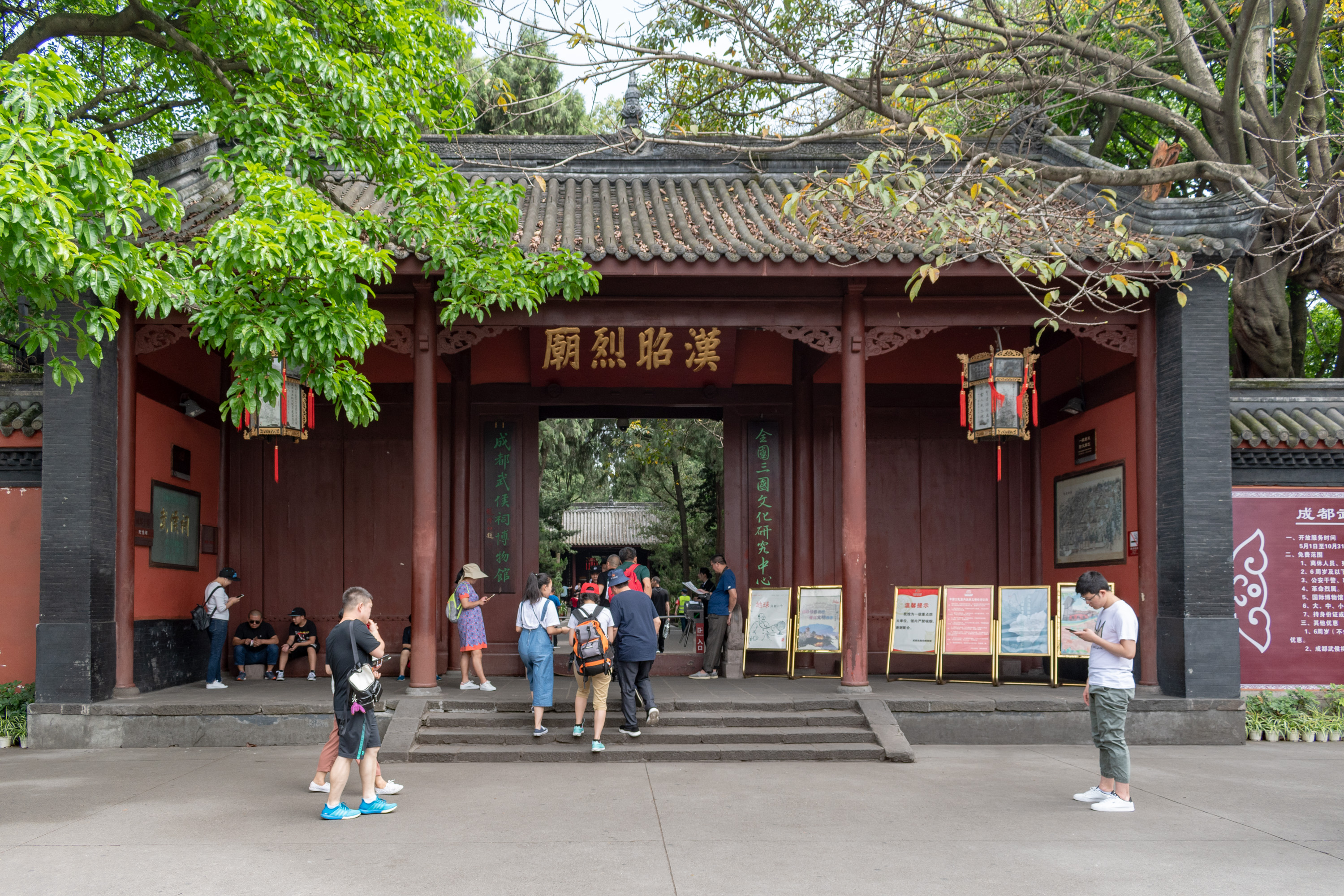
①漢昭烈廟大門
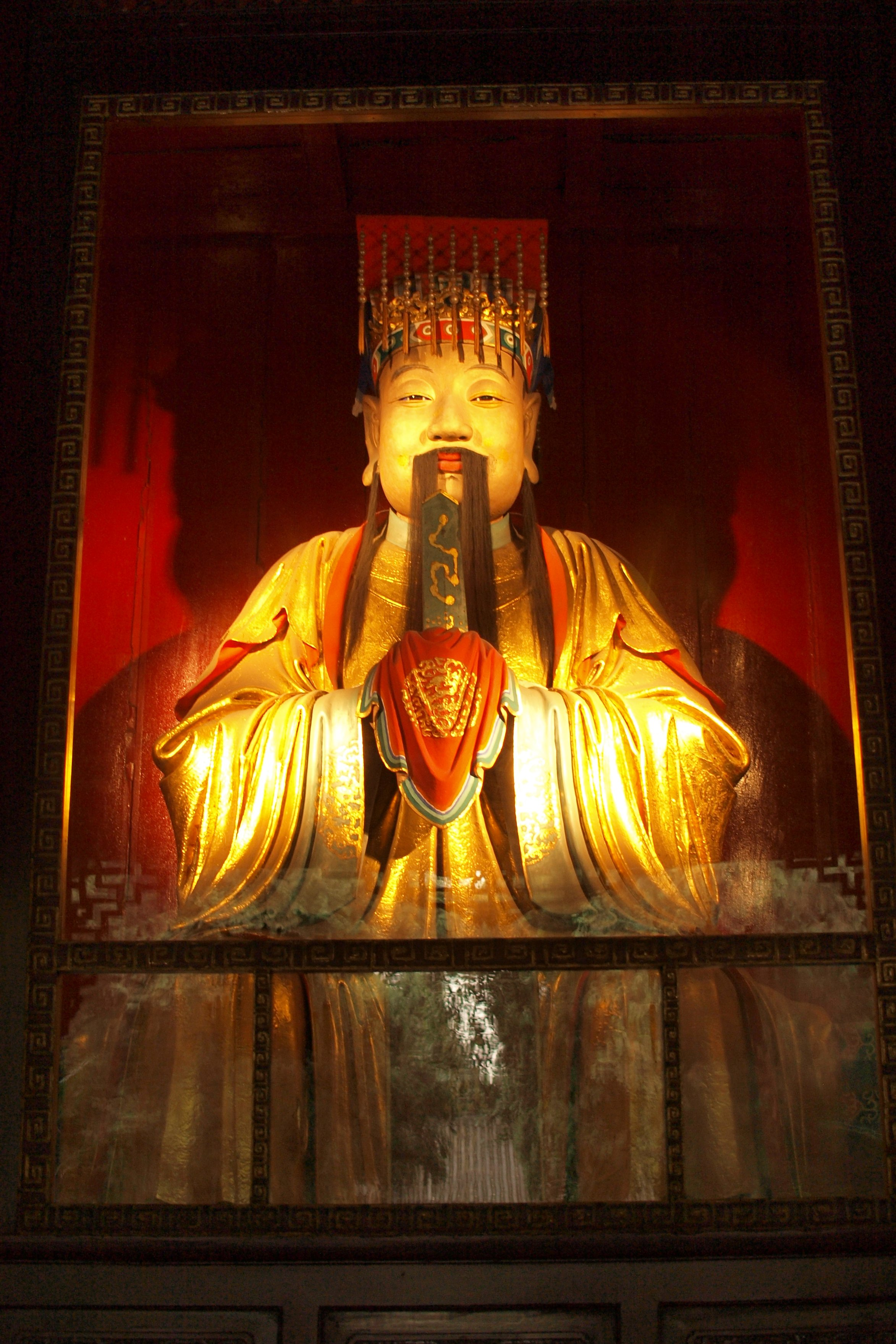
②劉備像
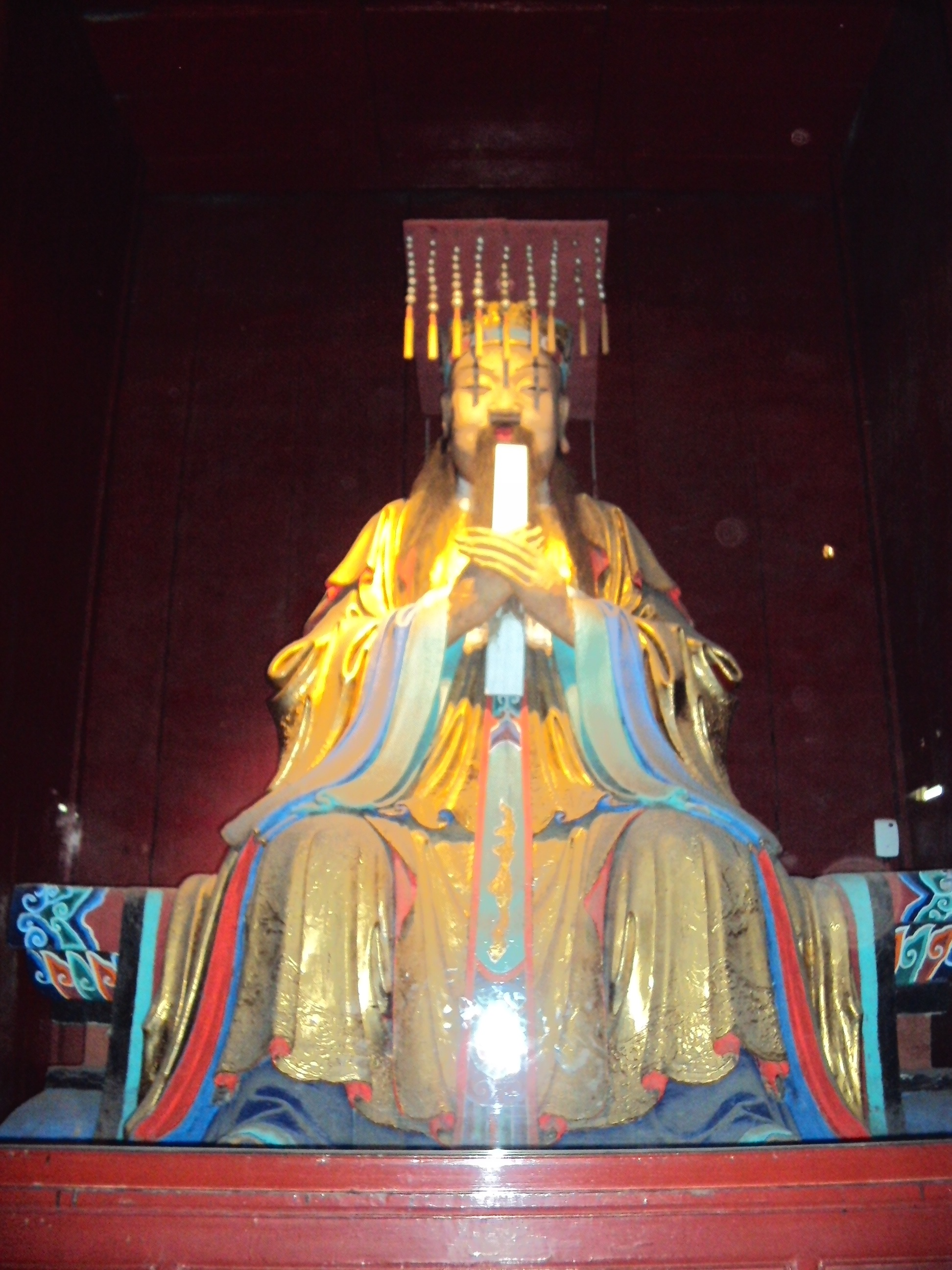
③関羽像
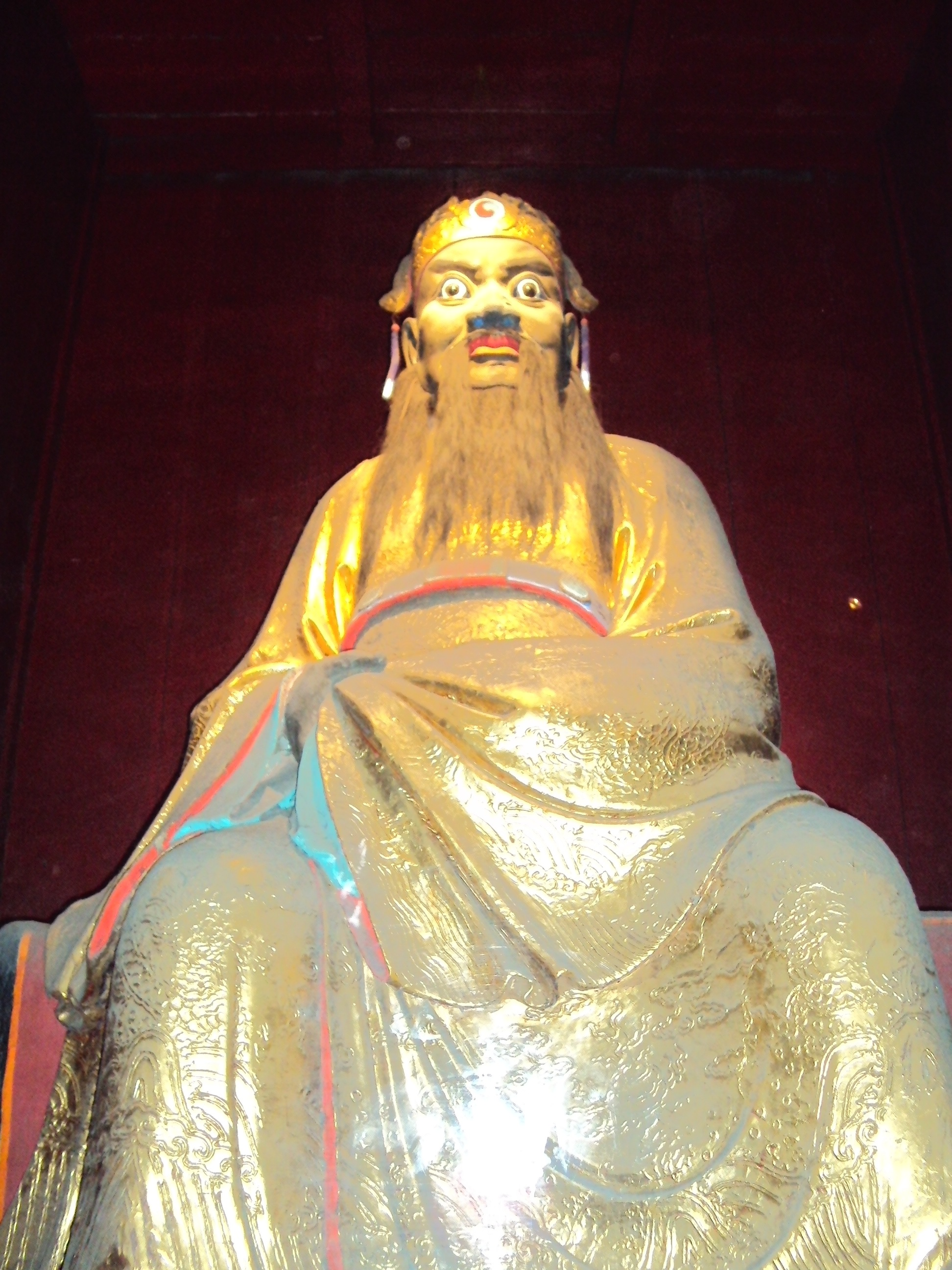
③張飛像
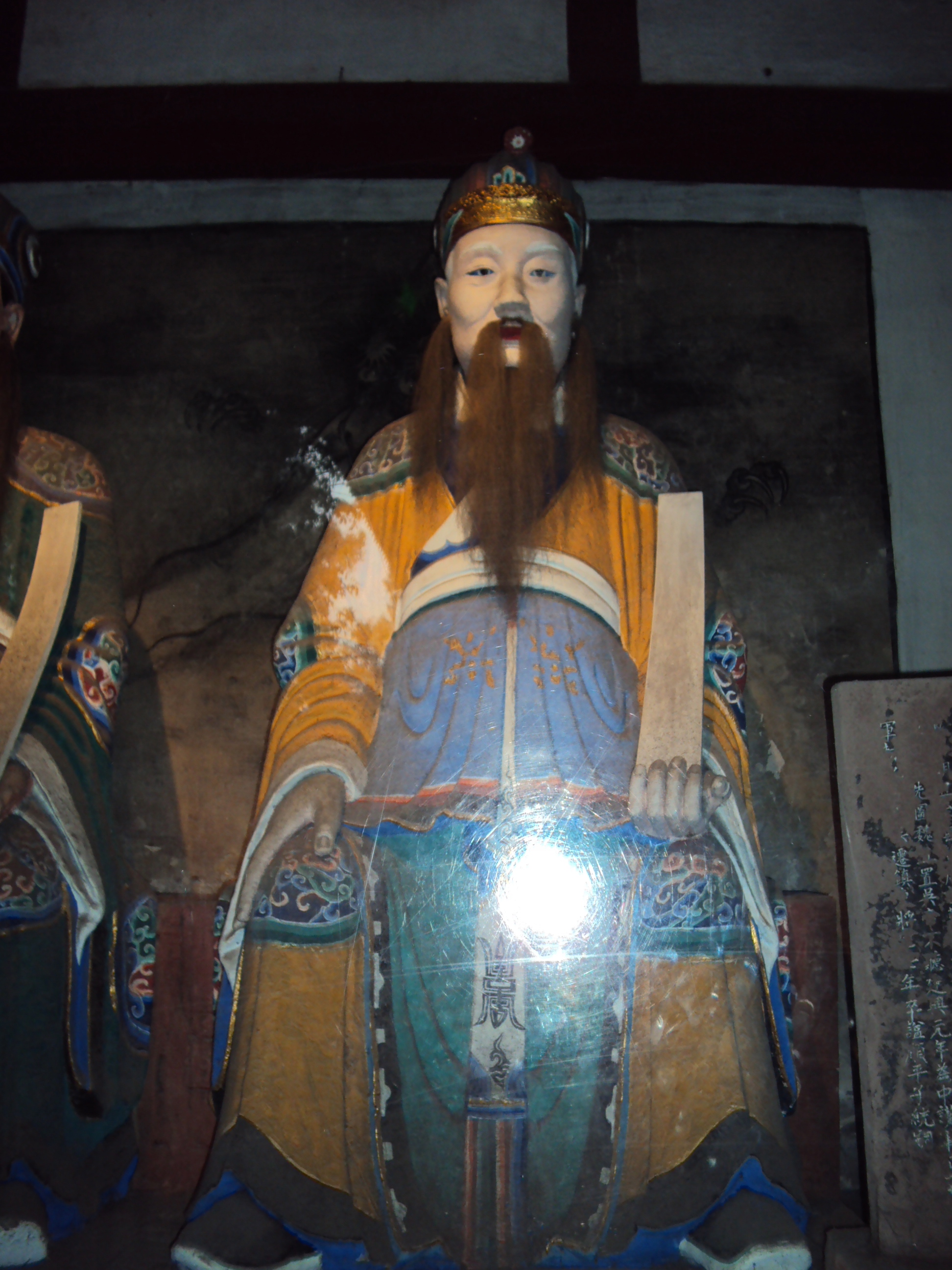
④趙雲像
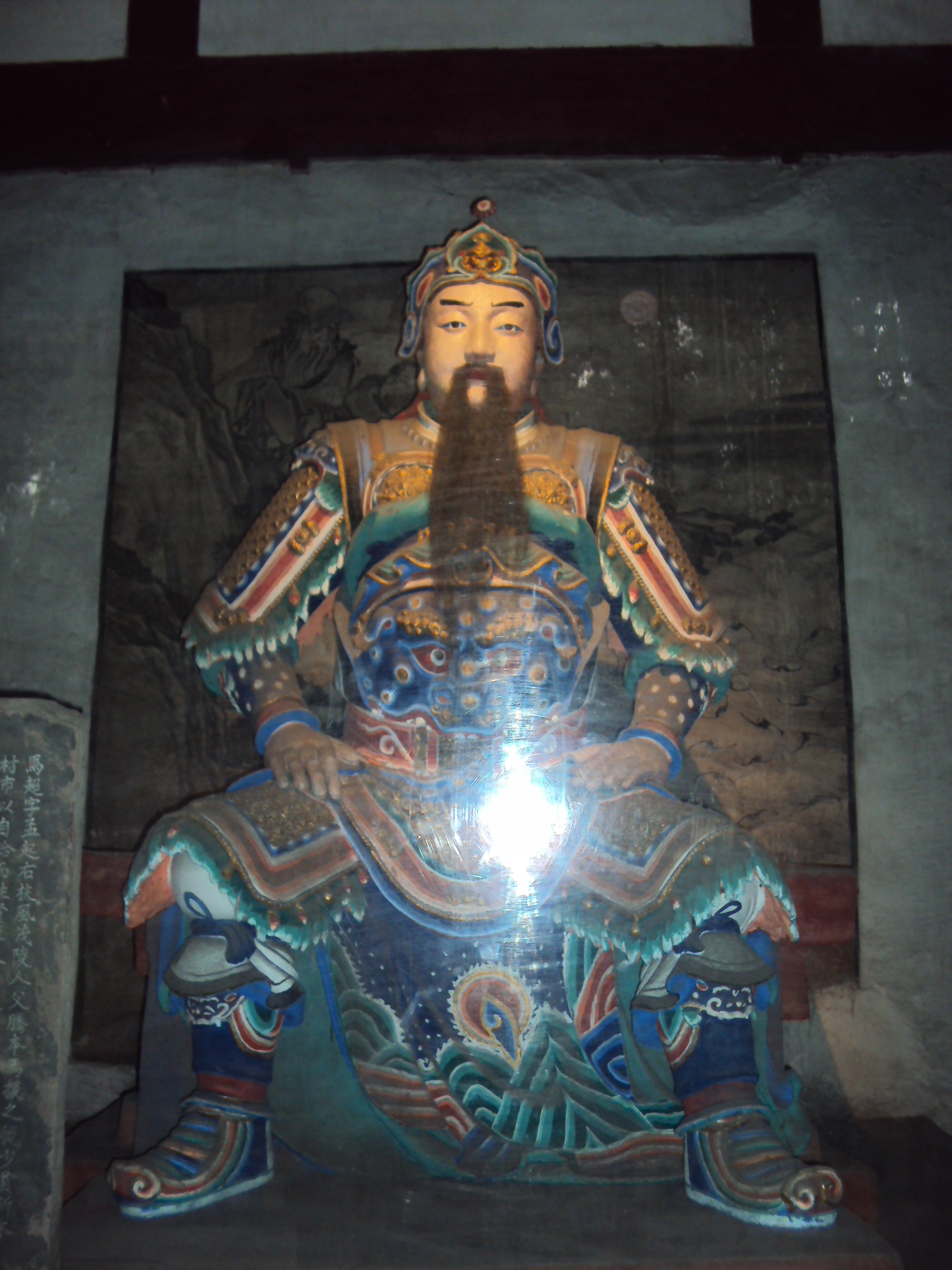
④馬超像
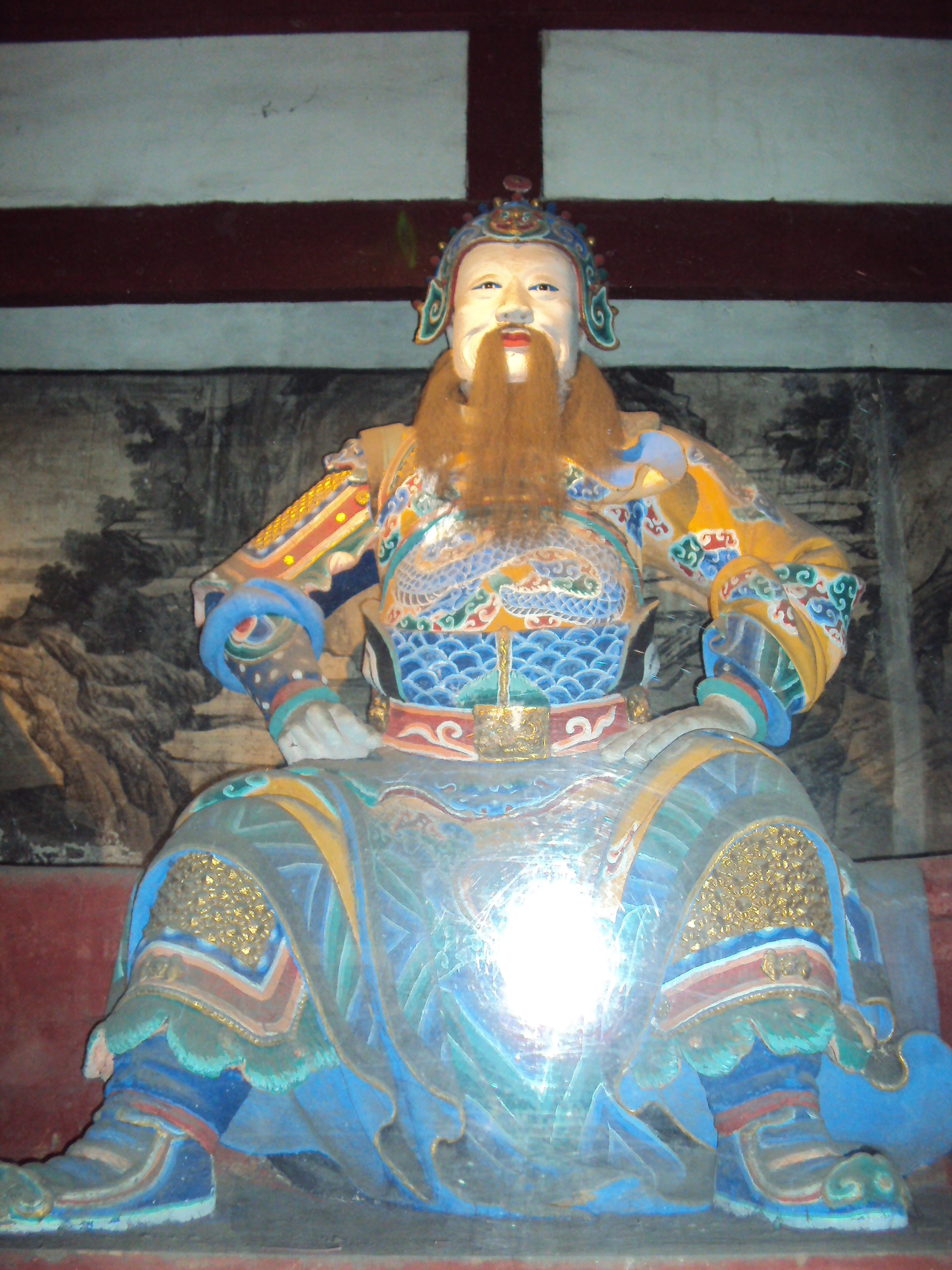
④黄忠像
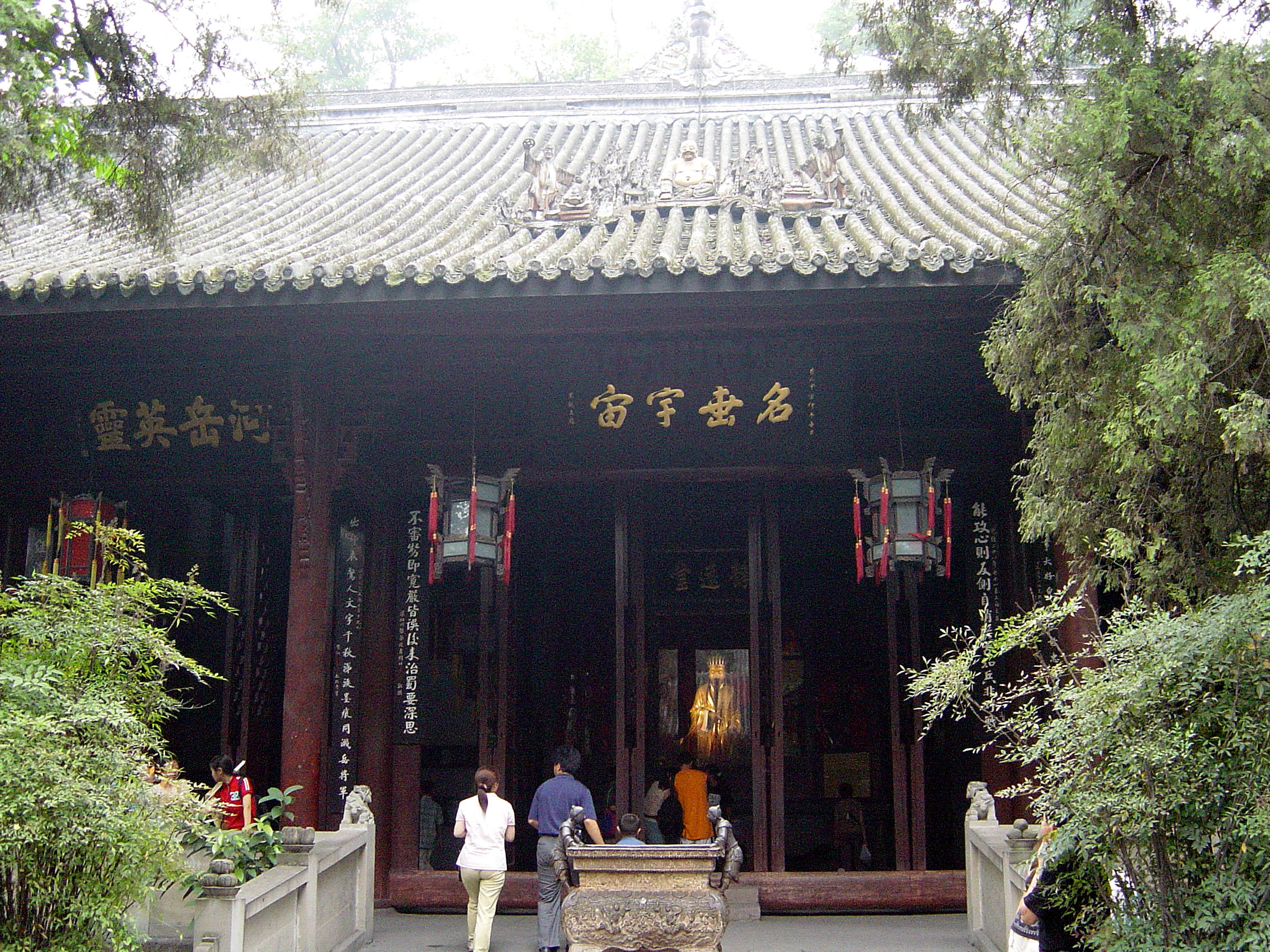
⑤諸葛亮殿
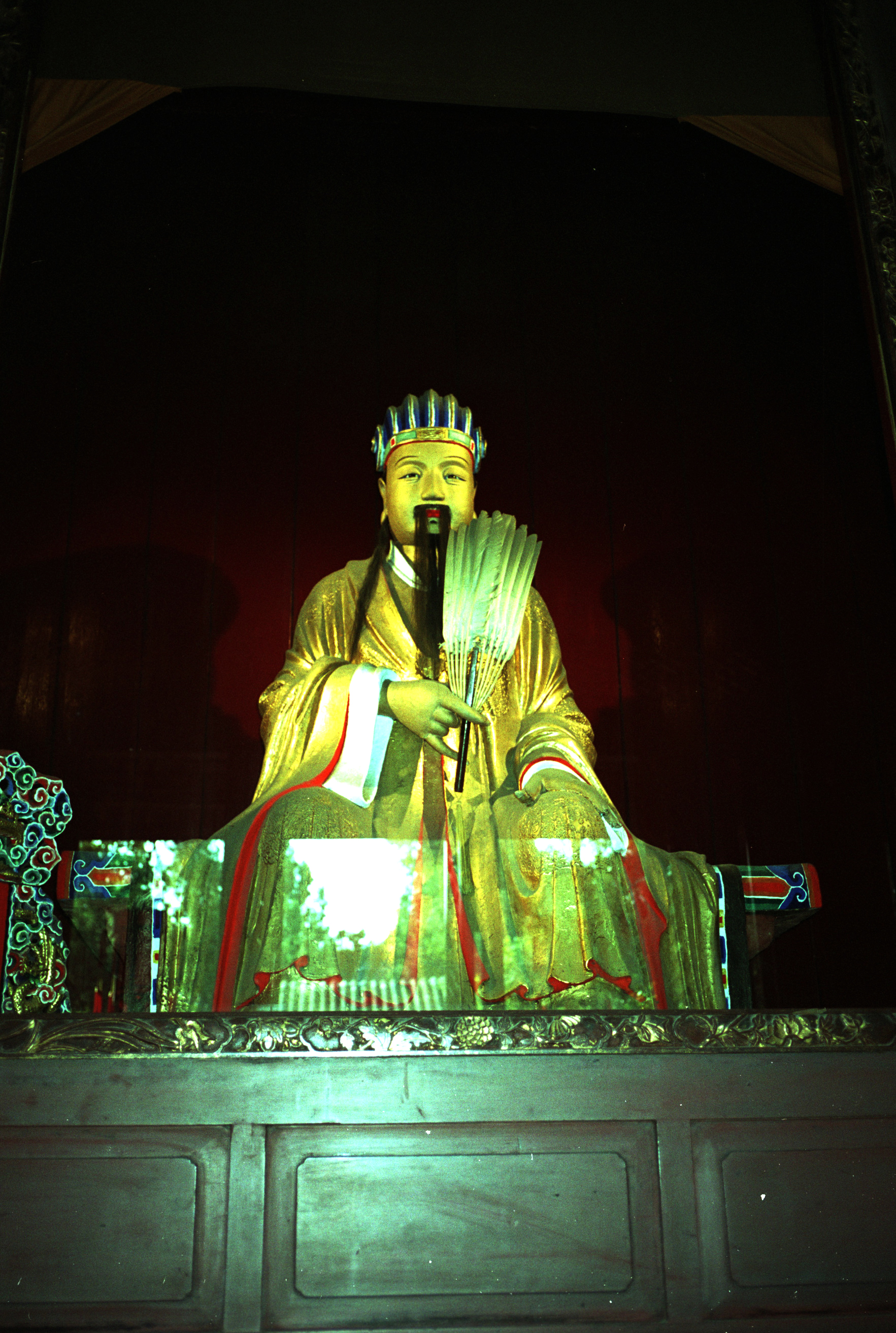
⑤諸葛亮像
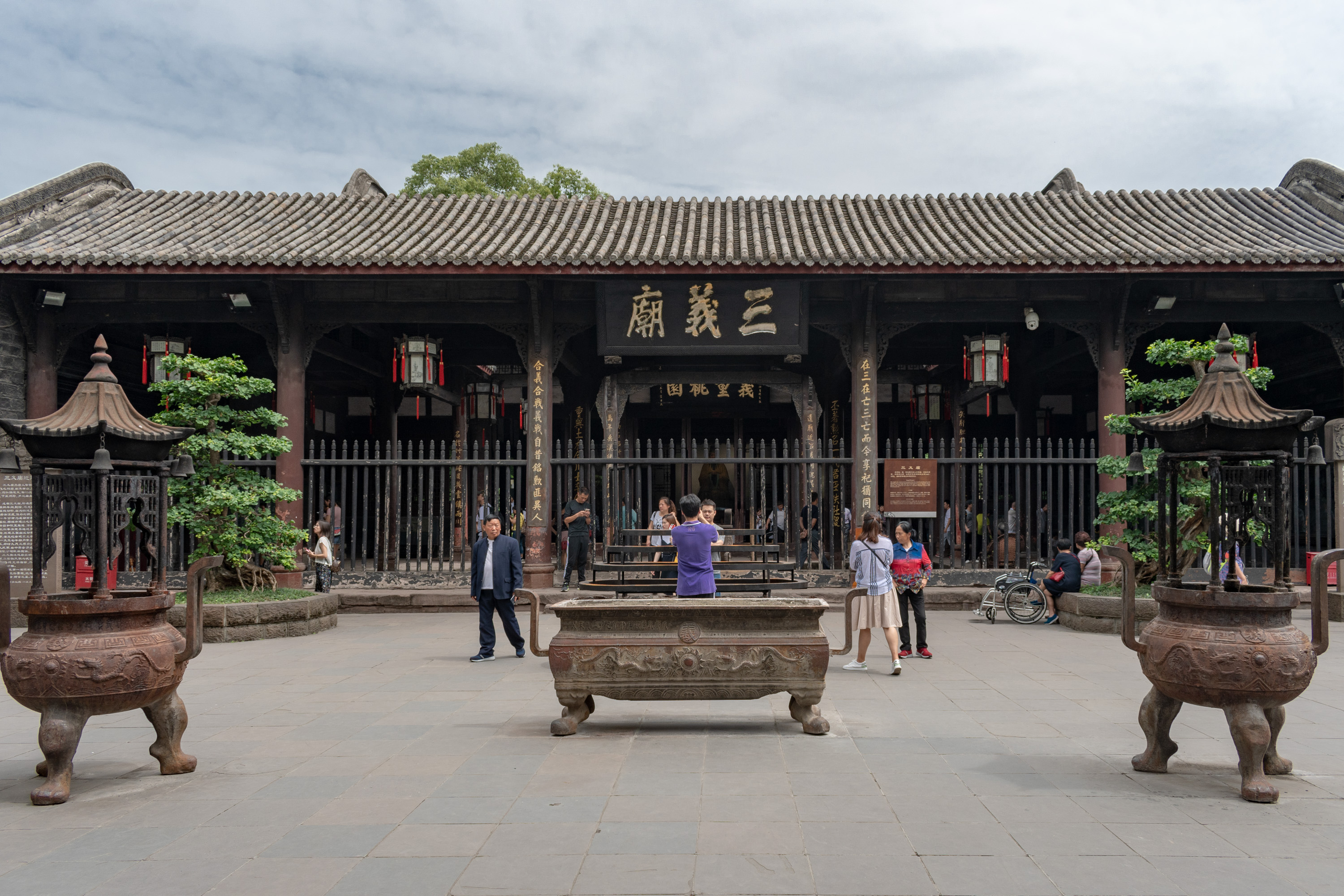
⑥三義廟
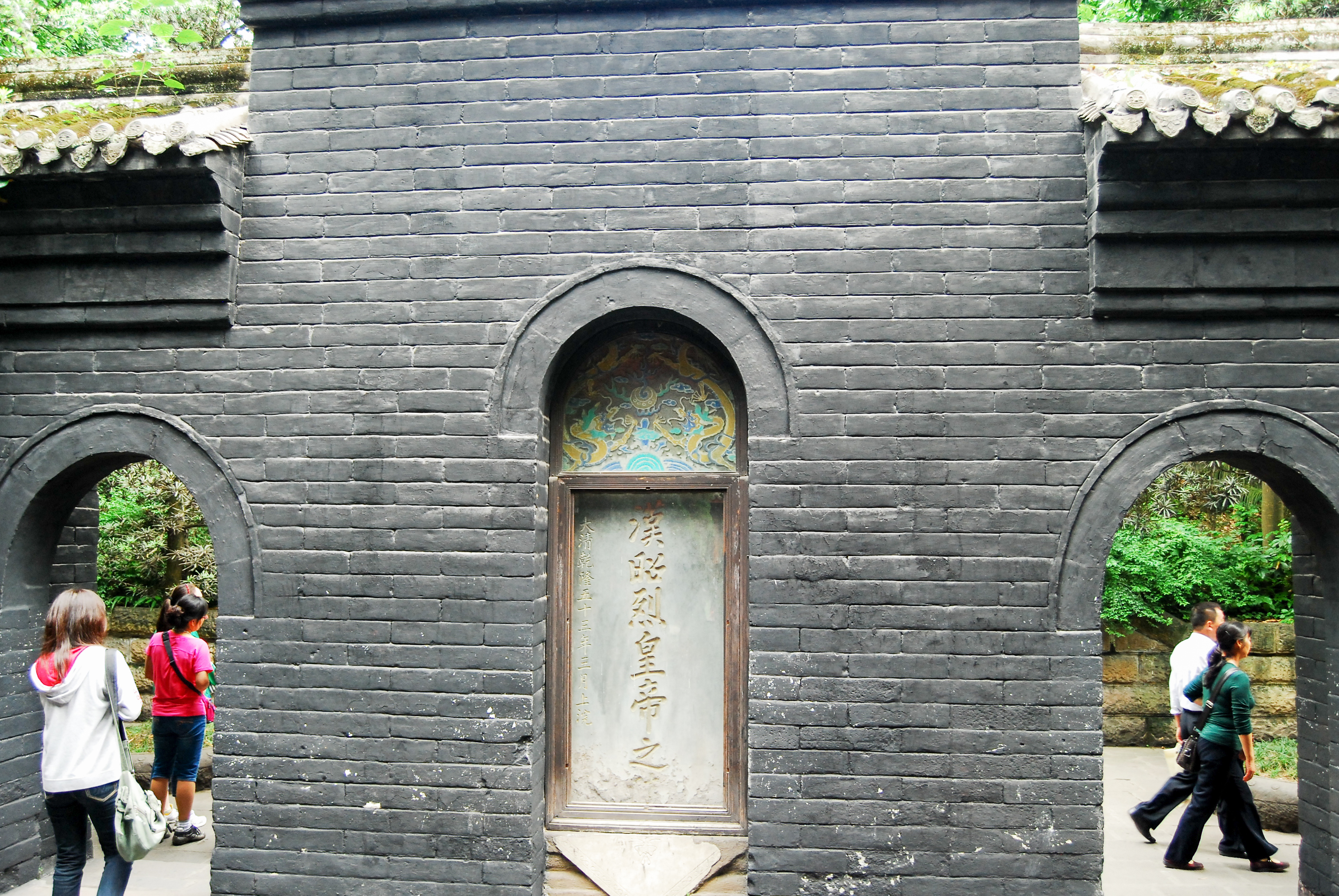
⑦劉備の墓
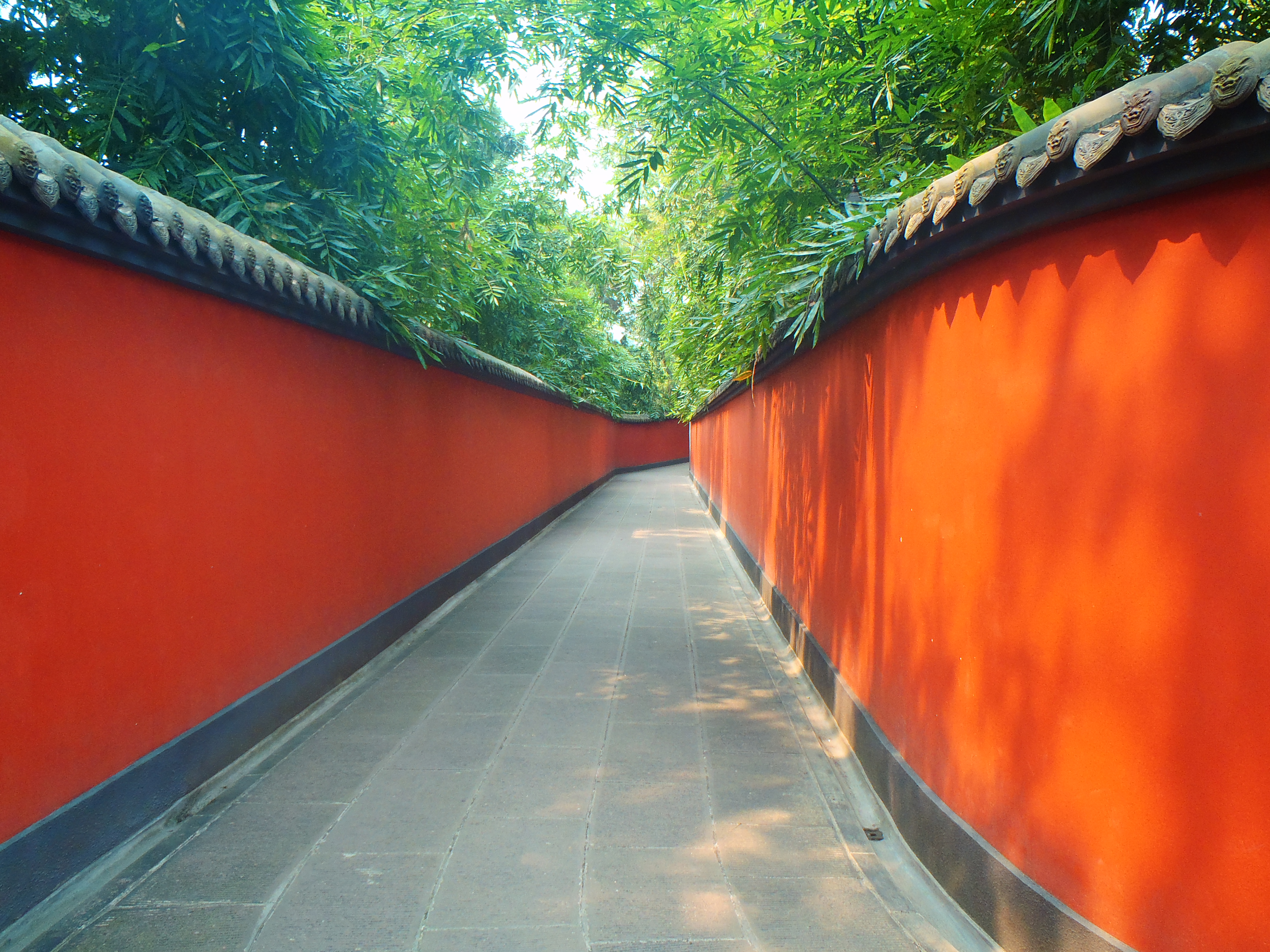
⑦紅壁挟道

（以下の主な出典：｢｣、｢｣、成都武侯祠ウェブサイト）
- ①漢昭烈廟：大門上部には、「漢昭烈廟」と金色の文字で書かれた大きな扁額が掲げられ、「漢」は劉備の国号、「昭烈」は劉備の諡号から。扁額の文字は、民国時代に第29軍軍長だった劉成勲の直筆によるもの。
  - ②劉備殿：南北の建築様式を融合した特徴を持つ。特に劉備殿は南方の特色が強く、雨対策の梁や、龍・鳳凰・鶴などを透かし彫りした華麗な支え弓が特徴。殿内中央には、劉備が金箔に輝く3メートル超の塑像として鎮座する。劉備像の左後ろには、祖先に殉じた孫の劉諶が祀られ、子の劉禅は「亡国の暗君」を理由に排斥されている。
  - ③脇殿：劉備殿の東西の脇殿は「関帝殿」「張飛殿」と呼ばれ、関羽・張飛とその一族が祀られる。
    - 関帝殿：東殿。武侯祠の特徴である「一つの廟に二人の皇帝」として、関羽が冕旒を戴いた関帝の姿で塑像されている。
      - 東区画：関平、趙累。
      - 西区画：関興、周倉。

    - 張飛殿：西殿。張飛とその祖孫（張苞、張遵）が祀られている。

  - ④文臣武将廊：蜀漢の名臣名将の塑像が祀られる。現在の配置は以下の通り[65][52][注 8]。
    - 文臣廊：東廊。龐統（筆頭）、簡雍、呂凱、傅彤、費禕、董和、鄧芝、陳震、蔣琬、董允、秦宓、楊洪、馬良、程畿。
    - 武将廊：西廊。趙雲（筆頭）、孫乾、張翼、馬超、王平、姜維、黄忠、廖化、向寵、傅僉、馬忠、張嶷、張南、馮習。
- ⑤諸葛亮殿：殿内には、綸巾と羽扇を持つ諸葛亮の塑像があり、武侯祠の中でも最も古い。殿の扁額や梁の言葉は、諸葛亮の『誡子書』から引用され、その清廉な生涯と高遠な理想を称賛している。諸葛亮像の左右には、共に戦場で散った息子・諸葛瞻と孫・諸葛尚の像が安置されている。
- ⑥三義廟：劉備、関羽、張飛の桃園の三結義を記念して建立した廟。元々は成都市中区の提督街にあり、清の康熙年間創建。乾隆・道光年間に修復が行われ、四進五殿の規模を誇った。しかし、解放前夜には拝殿と正殿のみが残る状態となる。その後、都市拡張のため、現在の位置に移築され、2000年の春節に一般公開された。
- ⑦恵陵：劉備の陵墓。1700年以上の歴史を持つ。甘夫人と呉夫人も合葬されている。諸葛亮自身が埋葬を執り行ったことを、『三国志』「先主伝」に、陳寿が詳細を記している。戦乱で多くの古墓が破壊された明末期にも奇跡的に無傷で残り、盗掘の記録もない。劉備が生前、民衆に恩恵を与えた明君としての評価が、墓を保護する力となったためと推測されている（→｢#民間伝承｣も参照）。

### 錦里民俗区

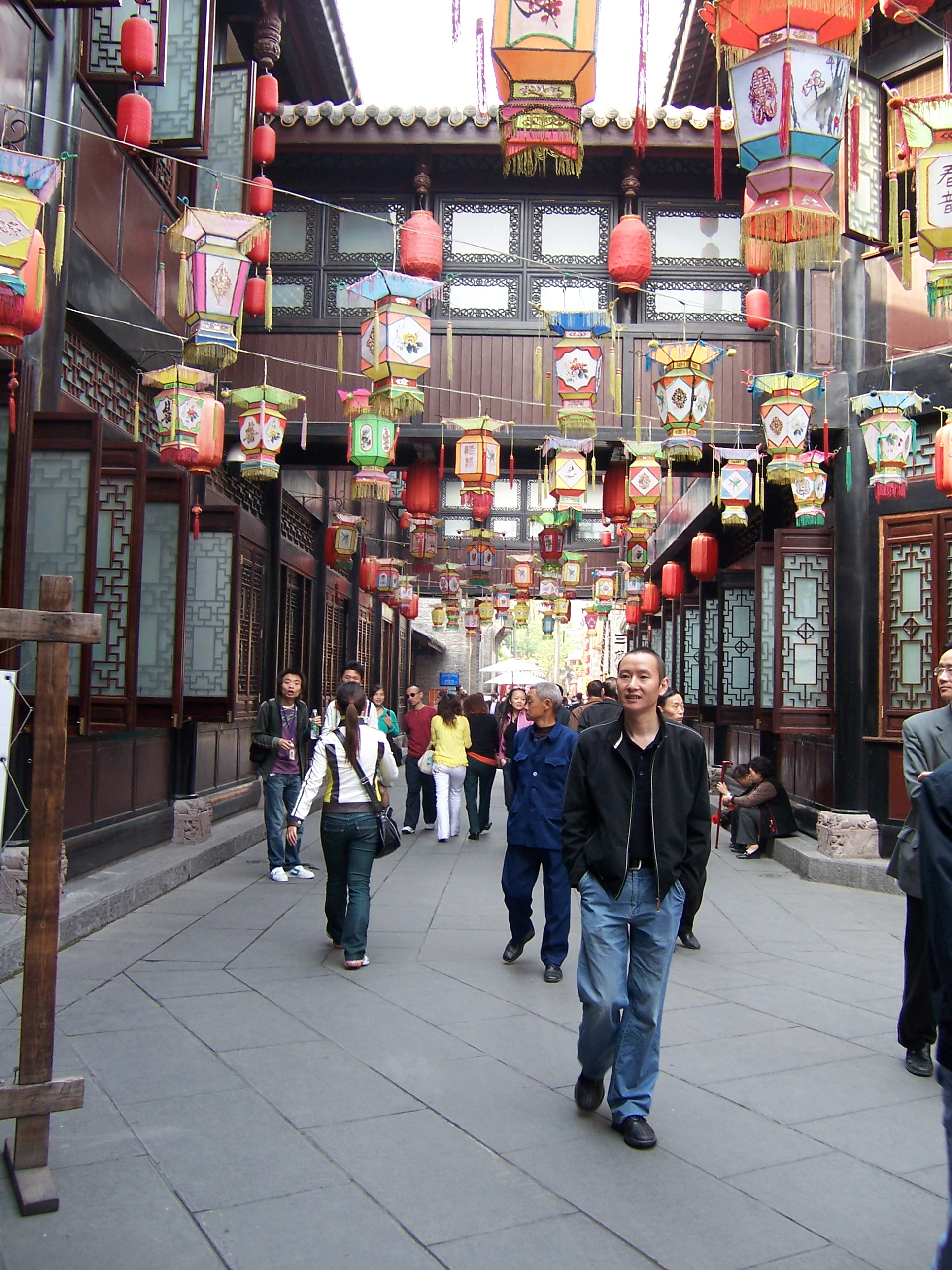
錦里

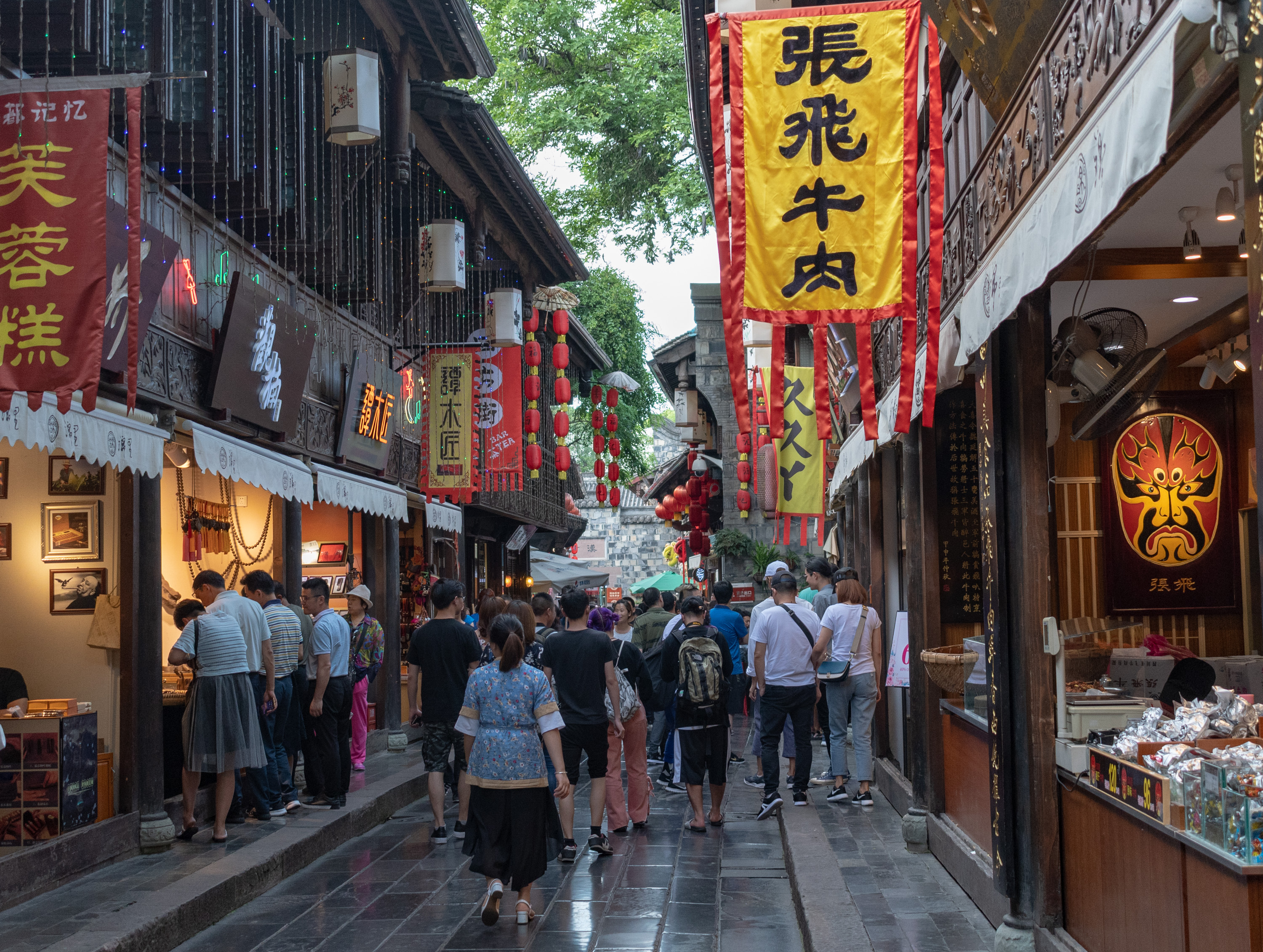
①張飛牛肉(右側)
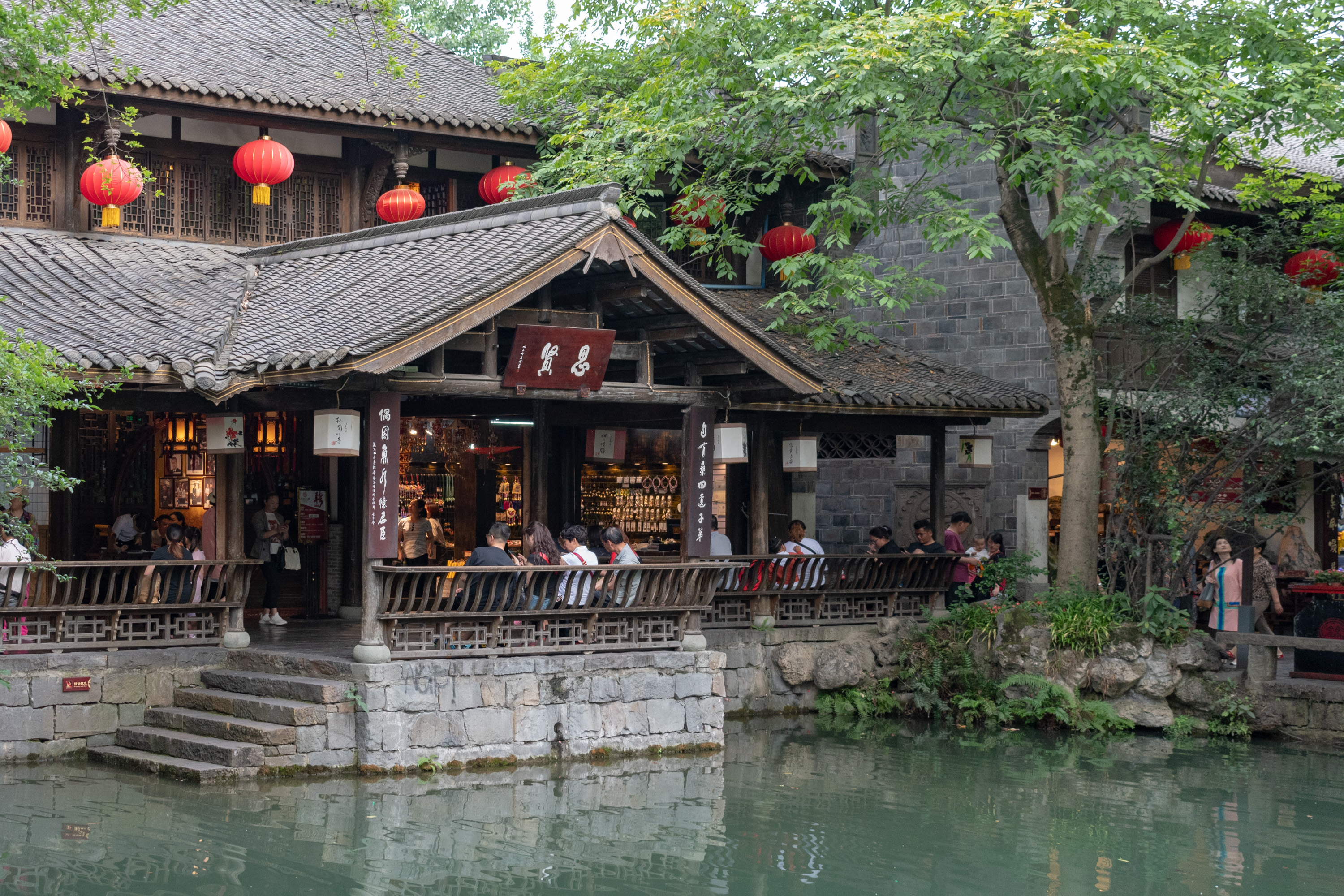
昼景
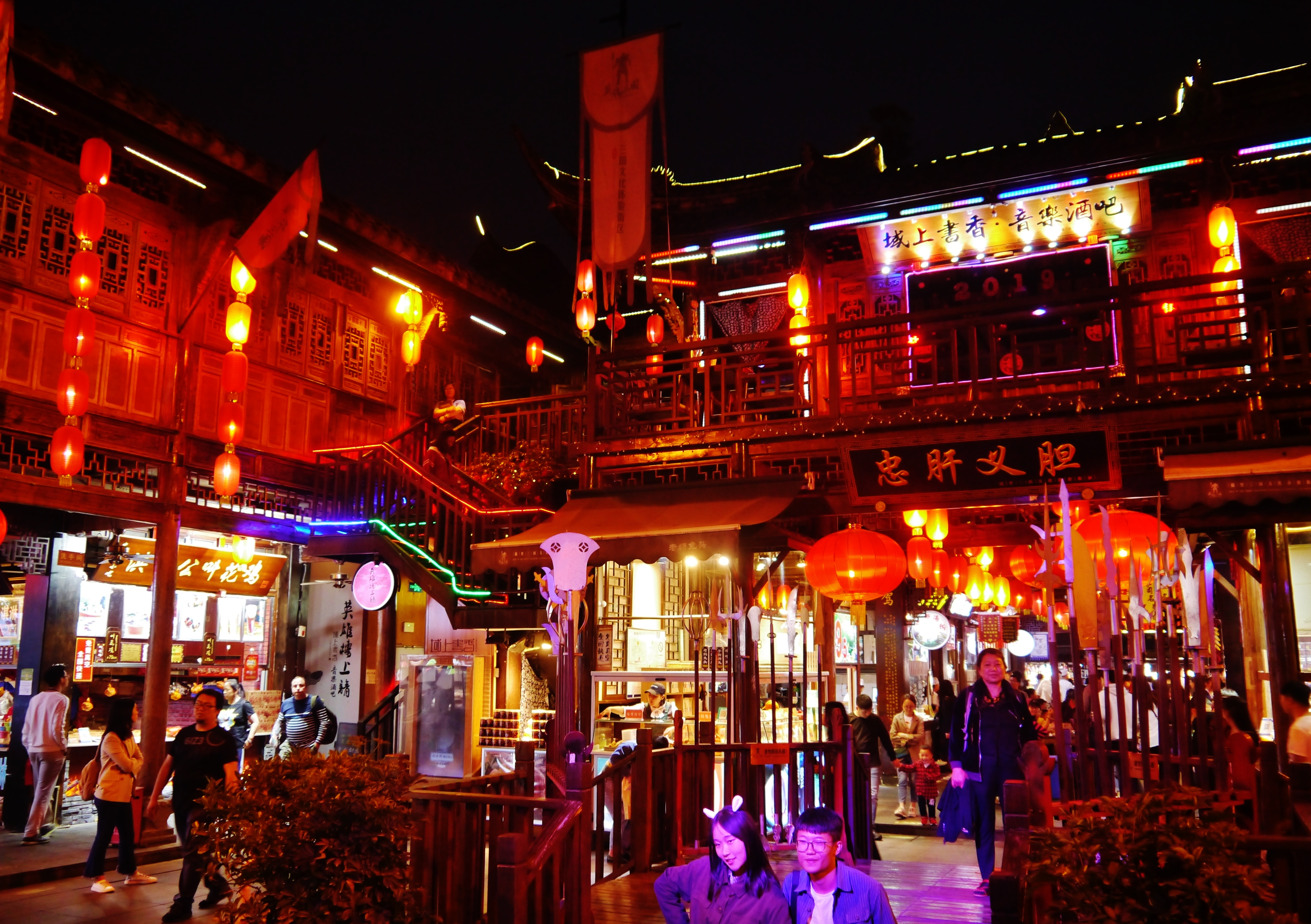
夜景
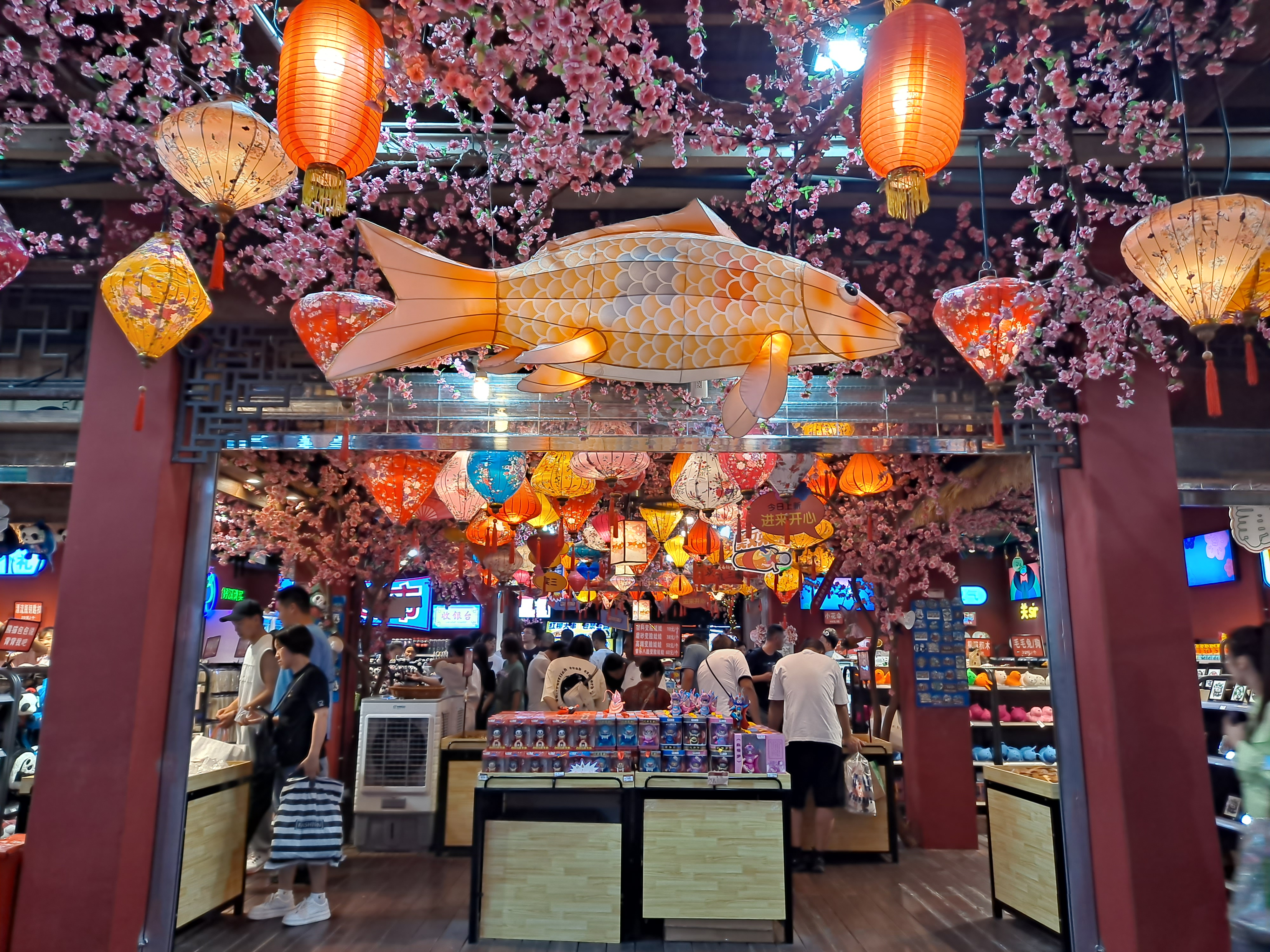
店舗

武侯祠の東側に南北に伸び、約550メートルにわたる。明・清時代の様式を外観に、川西地方の民俗文化を内容として、歴史と現代が有機的に融合された、精巧なレトロ調の通り。川西地方の伝統的な民家建築様式にすることで、古き成都の風俗を表現している。

「錦里」の名は「蜀錦」に由来し、絹織物を指す。古くから養蚕が盛んで、シルクロードを経由して西域諸国へ蜀の織錦が遠く輸出されていたことから、かつて成都の別名としても使われるほど長い歴史を持つ。『三国志』にも、劉備が益州（現在の四川）を占領した後、「諸葛亮、関羽、張飛らに金・銀のほか、「錦」を千匹褒賞として与えた」という記述が残されている。
通りに面して建ち並ぶ店々は5、6メートル幅の道の両側で向かい合い、通常は上下2階建て、1階は店舗として使われ、2階は別の用途に供されている。成都の有名な特産品である閬中発祥の「張飛牛肉」（①）、抄手（ワンタン）、賴湯円（もち粉の団子）、担担麺、涼拌兔丁（ウサギの和え物）、夫妻肺片（モツの和え物）、串串香（火鍋の一種）といった四川の伝統的な軽食が楽しめる。2006年に国家文化部から「国家文化産業模範基地」認定、2011年「成都新十景」選出、入場料は無料。

### 西区

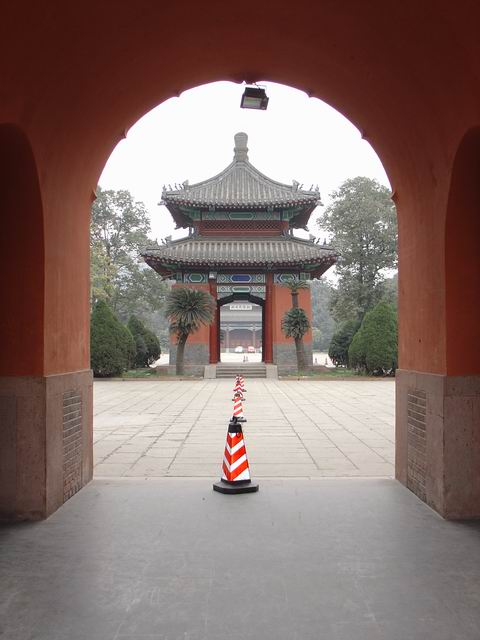
旌忠門から観た③四方亭

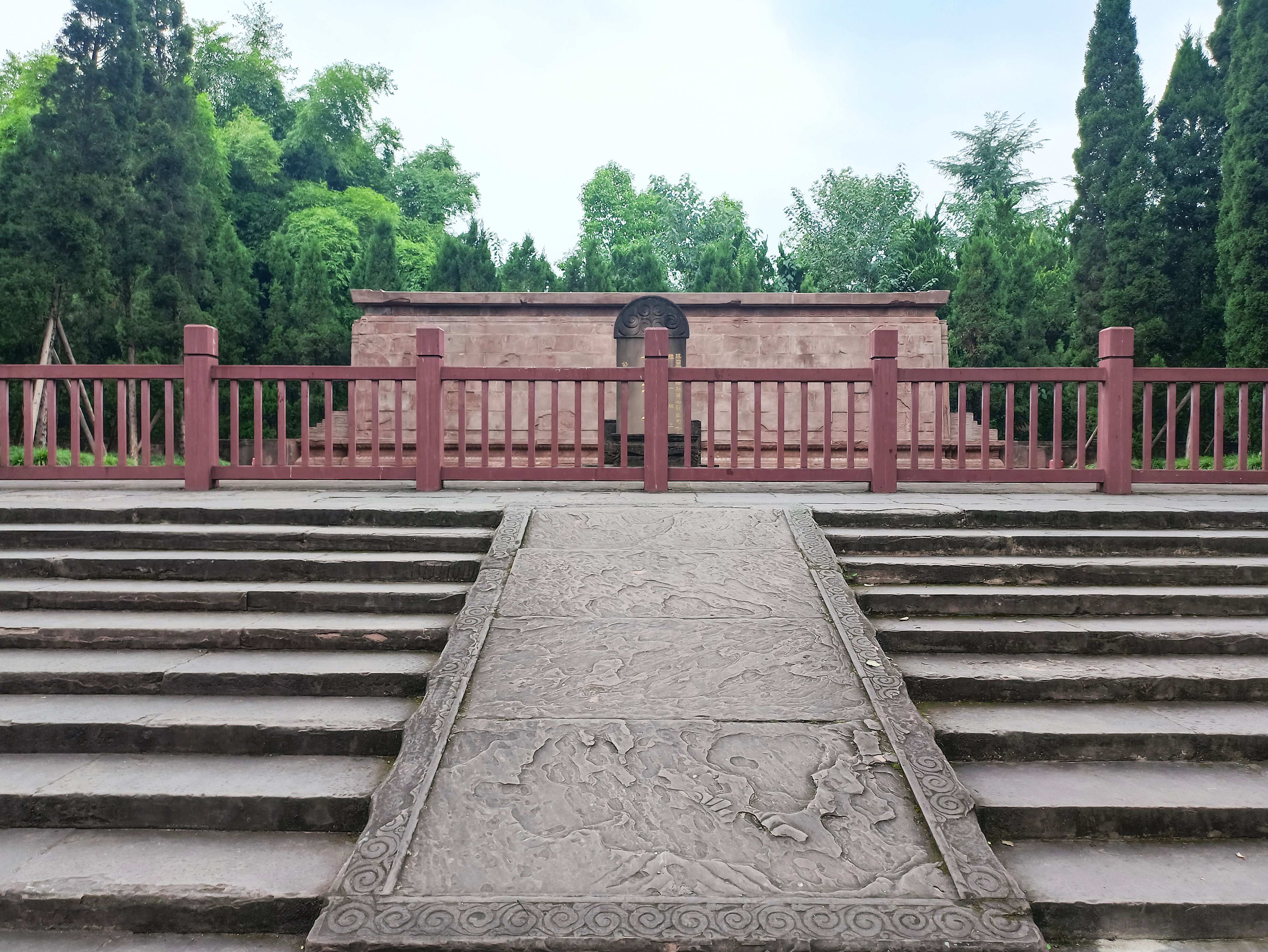
①劉湘墓
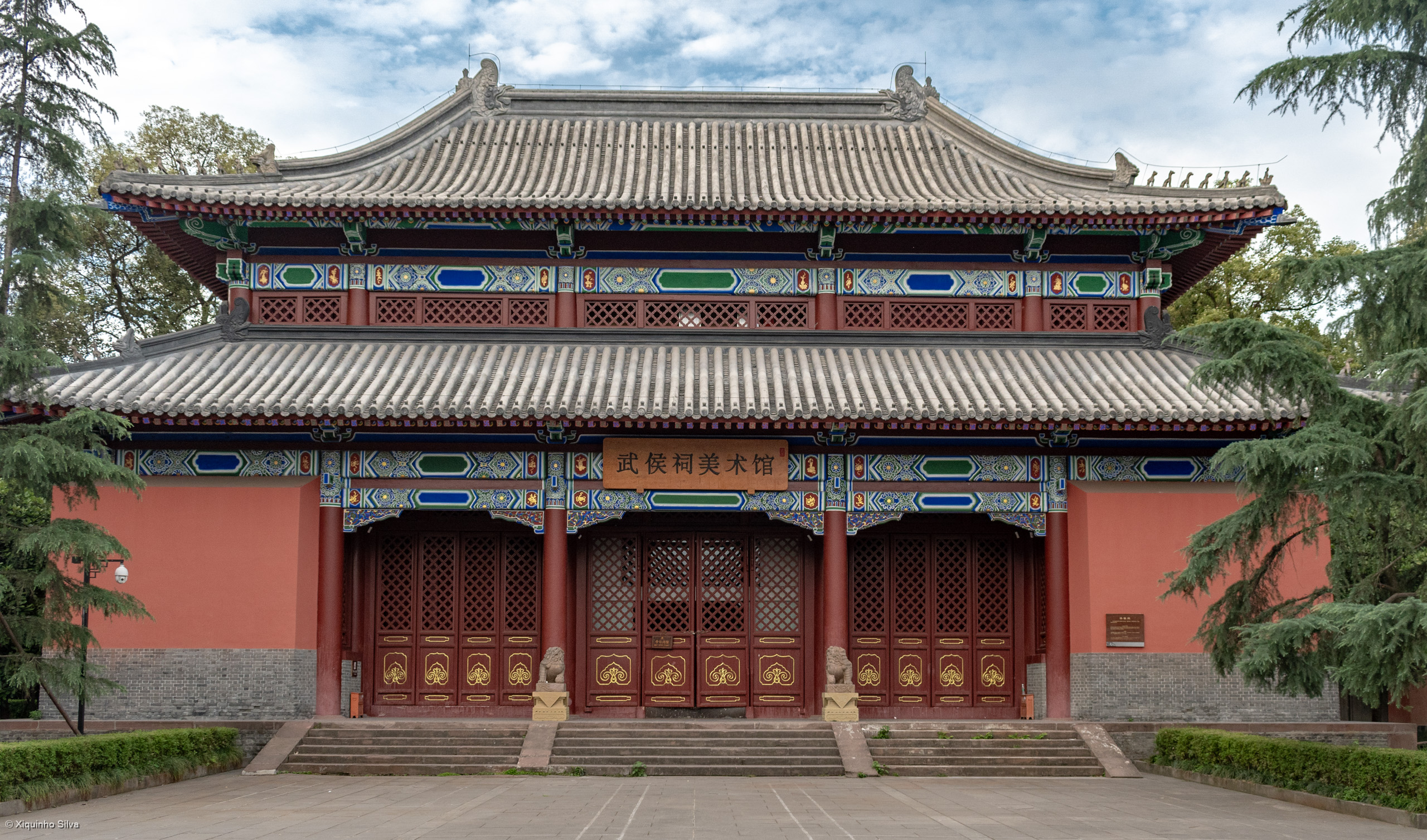
②武侯祠美術館
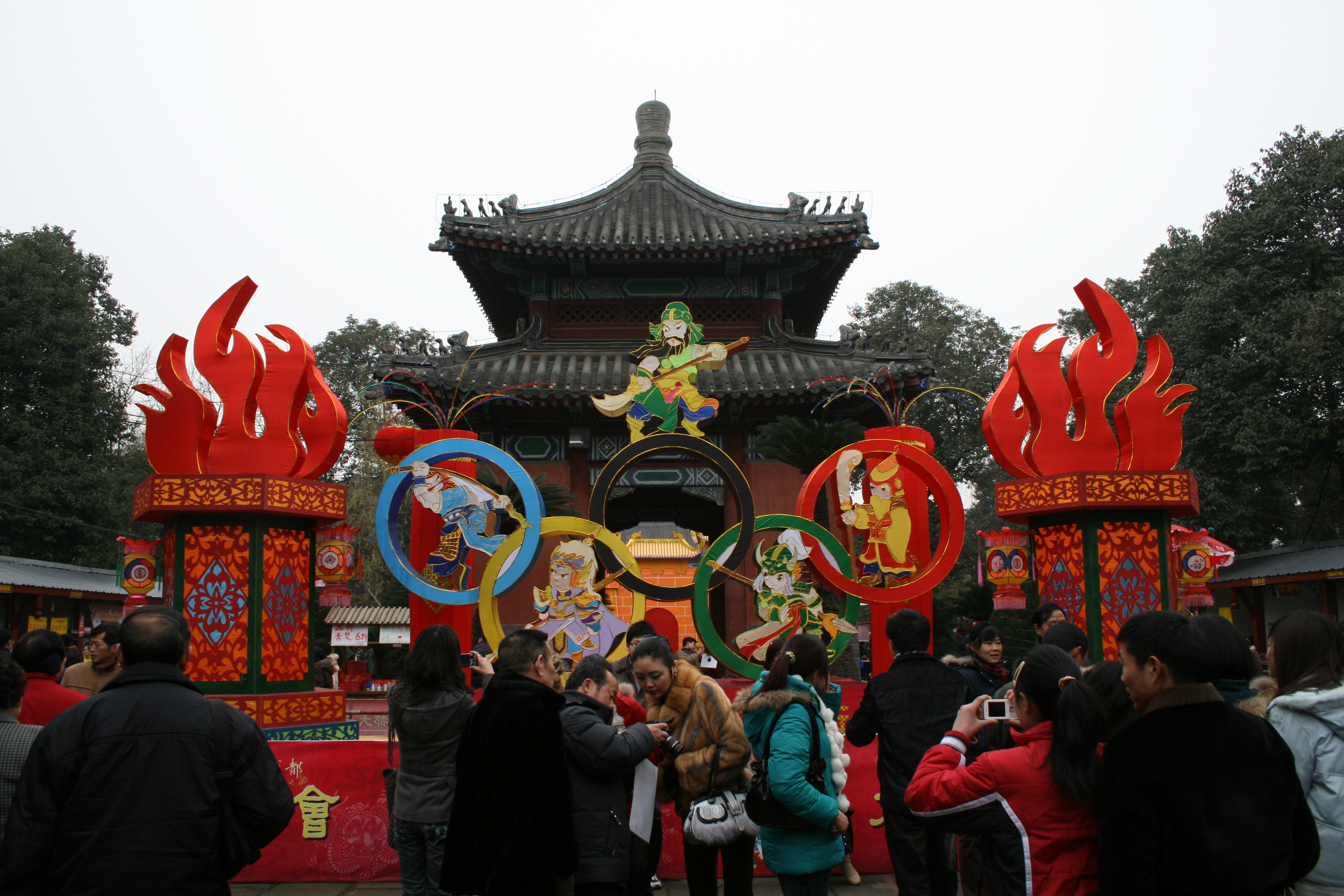
④2008年の廟会

武侯祠西側に位置する三国志文化体験区（旧称・成都南郊公園）。元は劉湘の陵園だったが、2003年に東の武侯祠と併せられた。
現在、以下の施設を備える。
- 劉湘陵園（中国語版）：中華民国の軍人、川軍の有力指導者・劉湘の墓（①）。1938年建設、西南地方で唯一の北方様式の陵墓建築[6]。
- 武侯祠美術館：美術品の展示や展覧会の開催（②）。
- その他、宋代石刻長廊、旌忠門、四方亭（③）、静遠堂など。
- 旧正月の廟会「武侯祠成都大廟会」などのイベント関連は、この西区で行われている（④）。

## 対聯「攻心」

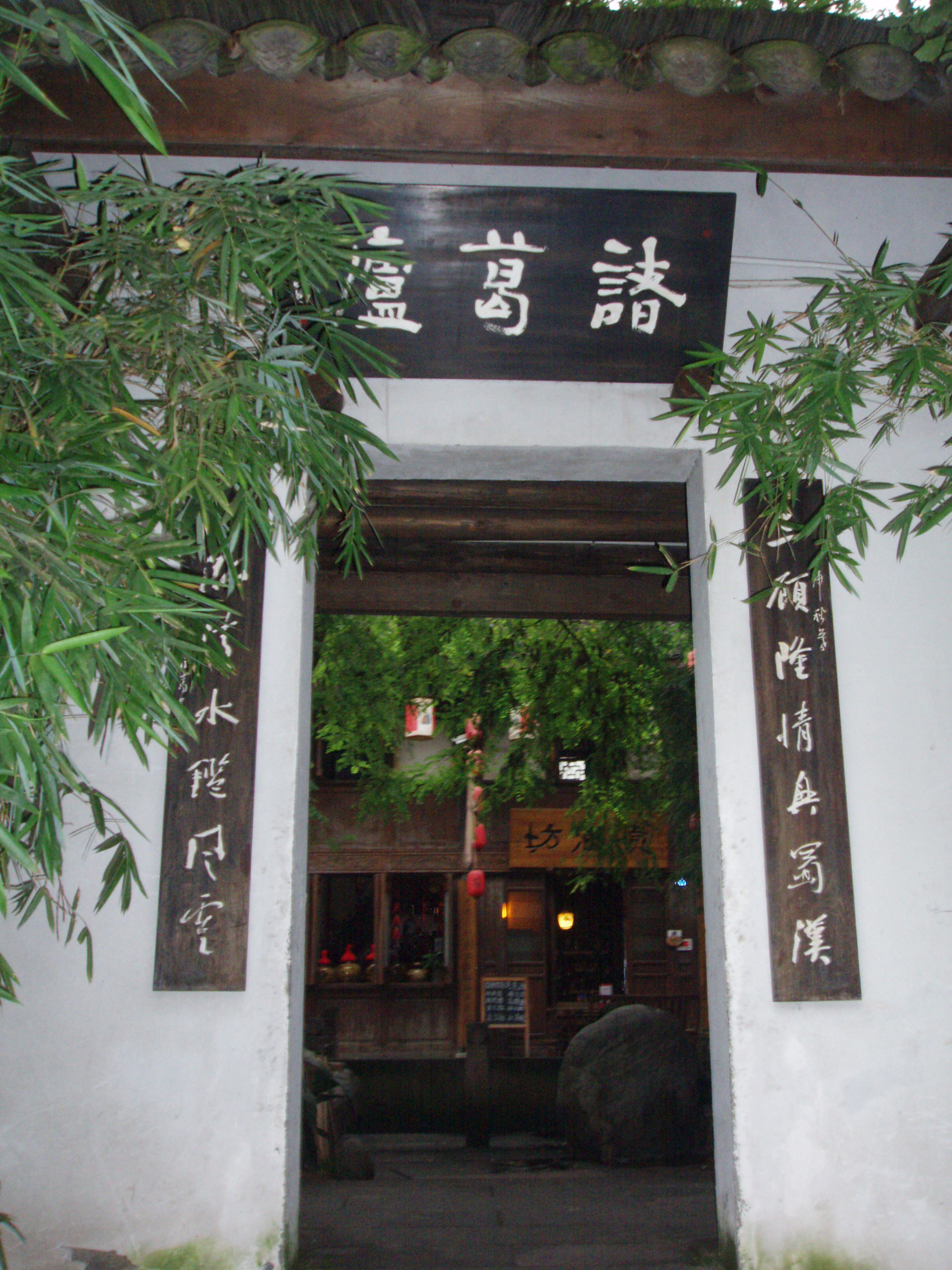
諸葛廬

成都武侯祠内に飾られている40種弱の対聯のなかでもっとも名高い、清の趙藩（雲南省出身）の作品を紹介する。「攻心(聯)」と呼ばれ諸葛亮殿に掲げられている。
諸葛亮と馬謖との関係を踏まえたもので、前聯は七縦七擒（孟獲を捕えては逃がすを七度繰り返して心服させた故事）の挿話、後聯は「泣いて馬謖を斬る」の故事を背景としている。後聯については、諸葛亮の厳格と劉璋の寛容とのふたりの政治姿勢の違いを述べたものとの解釈もある。
清光緒28年（1902年）、四川塩茶使者の官にあった趙藩が当時の四川総督への忠告として作成した。毛沢東が強い関心を寄せた対聯としても知られ、再度成都武侯祠を訪れている。

## 民間伝承
恵陵と文臣武将廊の塑像には、以下の逸話・民間伝承が存在する。

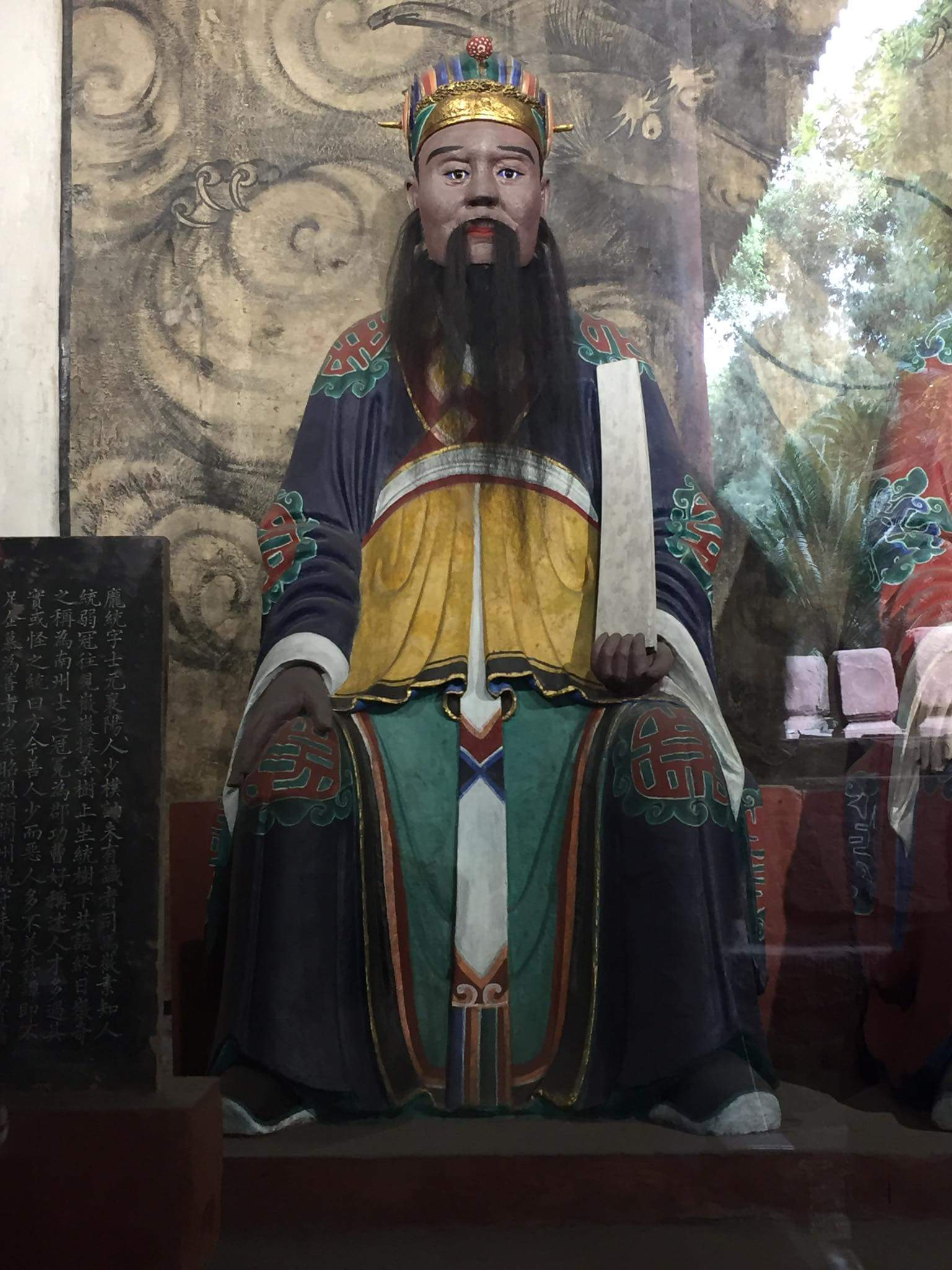
白い顔の趙雲像とは対照的な黒い顔の龐統像（文臣廊）。
モデルは、川劇（四川の戯曲）「太洪班」所属・龐統役で有名だった何二胖と伝わっている。

- 恵陵の伝説：唐の『酉陽雜俎』に記される逸話。
ある嵐の夜、財宝に誘われた盗賊たちが墓を掘り、墓室に侵入した。しかし、そこには意外な光景が広がっていた。墓の主である劉備が、鎧姿の衛士たちに守られ、手下と囲碁を楽しんでいたのだ。煌々と照らされる灯りの前で、盗賊たちはひざまずいて命乞いをした。劉備は顔も上げず「何か飲むか？」と淡々と問いかける。答えられない盗賊たちに、劉備は衛士に命じて瓊漿（けいしょう：美しい酒）と玉帯を与え、即刻立ち去るよう命じた。盗賊たちは酒を飲み、玉帯を巻いて這うように逃げ出した。生還を喜んだのも束の間、彼らの口は瓊漿が変じた漆のようなもので塞がれ、言葉を失い、腰の玉帯は毒蛇に変わって彼らを締め付けた。許しを請おうと墓に戻ろうとしたが、墓の穴はすっかり消えていた[77][78][79]。

- 劉禅の塑像がない理由：民間伝承。
武侯祠の塑像が完成したその夜、劉備は孫の劉諶が蜀滅亡の際に国に殉じて自害したことを高く評価し、傍らに席を与えた。一方、子の劉禅に対しては、魏に降伏し、洛陽で「ここは楽しいので、蜀のことなど思い出しもしません」と発言したことを問い詰めたが、劉禅は「国など何の役にも立たず、苦労の種になるだけではないですか。この世に生を受けたのなら、酒と美食を喰らい、楽しく暮らせればよいのです」と答えたため、劉備は怒って劉禅を門外に蹴り飛ばした。このことから、劉備廟から劉禅の塑像はなくなってしまった[80]。

- 龐統の塑像の顔はなぜ黒いのか？：民間伝承。
清朝の果親王が成都の武侯祠を訪れると、趙雲の像が「主君の奥方を守りきれなかった罰」として山門に置かれている[注 10]ことに驚き、その不当さを訴え、趙雲の長年の忠誠心と功績から、像を武侯祠に戻すよう住持を促した。そこで、住持は趙雲を武将の筆頭とし、現在の白袍を着た若武者姿の像とは異なる、文官の袍服を着た老人の姿で塑像した。これは「趙雲が長寿を全うした」ことを意味する。しかし、この処置に不満を抱いた人物がいた。龐統である。「私は趙雲よりも地位の高い軍師であり、彼は私の命令に従っていたではないか！さらに、趙雲は長生きして白髪白髭の姿なのに対し、私は短い生涯を閉じて青黒い顔で塑像されている！」と悔しがる。その時、果親王が自ら直筆した「名垂宇宙」（その名は宇宙に垂る）の扁額を諸葛亮殿に掲げた。龐統の怒りは頂点に達し、顔は茄子色（紫黒色）に染まってしまった[82][注 11]。